# Segunda División de España 2023-24
La Segunda División de España 2023-24 (LALIGA Hypermotion por motivos de patrocinio) fue la 93.ª edición del segundo nivel de competición profesional de fútbol en España. Participaron en la competición un total de veintidós equipos: quince participantes de la temporada anterior más tres equipos descendidos de la Primera División de España 2022-23 y cuatro equipos ascendidos de la Primera Federación 2022-23. 
A partir de esta temporada se estrena una nueva identidad visual para LALIGA y la empresa EA Sports sustituye al Banco Santander como patrocinador principal de la marca. La empresa cántabra dejó así de dar nombre a las dos competiciones después de siete años de patrocinio.

## Sistema de competición
La competición consta de un grupo único integrado por veintidós clubes de toda la geografía española. Siguiendo un sistema de liga, los veintidós equipos se enfrentan todos contra todos en dos ocasiones, una en campo propio y otra en campo contrario, sumando un total de 42 jornadas. El orden de los encuentros se decide por sorteo antes de empezar la competición y la clasificación final se establece teniendo en cuenta los puntos obtenidos en cada enfrentamiento, a razón de tres por partido ganado, uno por empate y ninguno en caso de derrota. 
- Si al finalizar el campeonato dos equipos igualan a puntos, los mecanismos para desempatar la clasificación son los siguientes:

1. Mayor diferencia entre goles a favor y en contra en los enfrentamientos entre ambos.
2. Mayor diferencia de goles a favor y en contra en todos los encuentros del campeonato.
3. Mayor número de goles a favor teniendo en cuenta todos los encuentros del campeonato.
4. Mejor clasificación en los criterios del juego limpio.
5. Partido de desempate en campo neutral, designado por la RFEF, siguiendo los criterios recogidos en el Reglamento General.

- Si el empate a puntos se produce entre tres o más clubes, los mecanismos para desempatar la clasificación son los siguientes:

1. Mayor puntuación a tenor de los resultados de los partidos jugados entre sí por los clubes implicados.
2. Mayor diferencia de goles a favor y en contra, considerando únicamente los partidos jugados entre sí por los clubes implicados.
3. Mayor diferencia de goles a favor y en contra teniendo en cuenta todos los encuentros del campeonato.
4. Mayor número de goles a favor teniendo en cuenta todos los encuentros del campeonato.
5. Mejor clasificación en los criterios del juego limpio.
6. Partido de desempate en campo neutral, designado por la RFEF, siguiendo los criterios recogidos en el Reglamento General.

Cabe destacar que los criterios de desempate para empates múltiples tienen carácter excluyente, es decir, si algún criterio resuelve el desempate de forma parcial se seguirán aplicando los sucesivos criterios para los equipos que aún continúen en igualdad.

### Efectos de la clasificación
El equipo que más puntos sume al final del campeonato será proclamado Campeón de Segunda División y obtendrá de forma directa una plaza en Primera División para la próxima temporada, al igual que el subcampeón. Los cuatro siguientes clasificados disputarán la promoción de ascenso a Primera División por eliminación directa a doble partido, cuyo vencedor obtendrá también el ascenso de categoría. Ninguno de los dos métodos de ascenso contemplan la participación de equipos filiales. Por otra parte, los cuatro últimos clasificados descenderán a Primera Federación. Estas siete plazas son ocupadas el año siguiente por tres equipos descendidos de Primera División y cuatro equipos ascendidos de Primera Federación.

## Equipos participantes

### Ascensos y descensos
Un total de veintidós equipos disputan la liga: quince equipos que permanecen de la temporada anterior, tres equipos descendidos de la Primera División de España 2022-23 y cuatro equipos ascendidos de la Primera Federación 2022-23. La siguiente tabla muestra los intercambios de plazas previos al comienzo de la temporada actual:
| Pos. | Ascendidos a Primera División |
| ---- | ----------------------------- |
| 1.º  | Granada C. F.                 |
| 2.º  | U. D. Las Palmas              |
| 4.º  | Deportivo Alavés              |

| Pos.     | Ascendidos de 1.ª Federación |
| -------- | ---------------------------- |
| 1.º (I)  | Racing de Ferrol             |
| 1.º (II) | S. D. Amorebieta             |
| 2.º (I)  | A. D. Alcorcón               |
| 2.º (II) | C. D. Eldense                |

| Pos. | Descendidos de Primera División |
| ---- | ------------------------------- |
| 18.º | Real Valladolid C. F.           |
| 19.º | R. C. D. Espanyol               |
| 20.º | Elche C. F.                     |

| Pos. | Descendidos a 1.ª Federación |
| ---- | ---------------------------- |
| 19.º | S. D. Ponferradina           |
| 20.º | Málaga C. F.                 |
| 21.º | U. D. Ibiza                  |
| 22.º | C. D. Lugo                   |

### Equipos por comunidad autónoma
En esta temporada, Valencia se convierte en la comunidad con más equipos en segunda.
| N.° | Comunidad autónoma   | Equipos                                                          |
| --- | -------------------- | ---------------------------------------------------------------- |
| 4   | Comunidad Valenciana | Elche C. F., C. D. Eldense, Levante U. D. y Villarreal C. F. "B" |
| 3   | Castilla y León      | Burgos C. F., C. D. Mirandés y Real Valladolid C. F.             |
| 2   | Comunidad de Madrid  | A. D. Alcorcón y C. D. Leganés                                   |
| 2   | Aragón               | S. D. Huesca y Real Zaragoza                                     |
| 2   | País Vasco           | S. D. Amorebieta y S. D. Eibar                                   |
| 2   | Asturias             | Real Oviedo y Sporting de Gijón                                  |
| 1   | Región de Murcia     | F. C. Cartagena                                                  |
| 1   | Cantabria            | Racing de Santander                                              |
| 1   | Islas Canarias       | C. D. Tenerife                                                   |
| 1   | Andorra              | F. C. Andorra                                                    |
| 1   | Galicia              | Racing de Ferrol                                                 |
| 1   | Cataluña             | R. C. D. Espanyol                                                |
| 1   | Castilla-La Mancha   | Albacete Balompié                                                |

### Información
| Equipo              | Ciudad                 | Entrenador                  | Capitán                | Estadio                         | Capacidad | Proveedor | Patrocinador        |
| ------------------- | ---------------------- | --------------------------- | ---------------------- | ------------------------------- | --------- | --------- | ------------------- |
| Albacete            | Albacete               | Alberto González Fernández  | Bernabé Barragán       | Carlos Belmonte                 | 18 000    | Adidas    | Extrual             |
| Alcorcón            | Alcorcón               | Mehdi Nafti                 | Jean-Sylvain Babin     | Santo Domingo                   | 5100      | Kappa     | Casamayor           |
| Amorebieta          | Amorebieta-Echano      | Jandro                      | Xabier Etxeita         | Instalaciones de Lezama campo 2 | 3250      | Nike      | Sidenor             |
| Andorra             | Andorra la Vieja       | Ferran Costa                | Rubén Bover            | Nacional de Andorra             | 3306      | Nike      | Mora Banc Grup      |
| Burgos              | Burgos                 | Jon Pérez Bolo              | Unai Elgezabal         | El Plantío                      | 12 194    | Adidas    | Reale Seguros       |
| Cartagena           | Cartagena              | Julián Calero               | Pedro Alcalá           | Cartagonova                     | 13 392    | Macron    | Talasur Group       |
| Eibar               | Éibar                  | Joseba Etxeberria           | Anaitz Arbilla         | Ipurúa                          | 8164      | Hummel    | Eibho               |
| Elche               | Elche                  | Sebastián Beccacece         | Pedro Bigas            | Martínez Valero                 | 33 732    | Nike      | VegaFibra           |
| Eldense             | Elda                   | Fernando Estévez            | Carlos Hernández       | Nuevo Pepico Amat               | 4036      | Hummel    | Finetwork           |
| Espanyol            | Barcelona              | Manolo González             | Sergi Gómez            | Stage Front Stadium             | 37 766    | Kelme     | Riviera Maya        |
| Huesca              | Huesca                 | Antonio Hidalgo             | Jorge Pulido           | El Alcoraz                      | 9128      | Soka      | Huesca La Magia     |
| Leganés             | Leganés                | Borja Jiménez               | Sergio González        | Butarque                        | 12 450    | Joma      | Mercanza            |
| Levante             | Valencia               | Felipe Miñambres            | Sergio Postigo         | Ciutat de València              | 26 354    | Macron    | Marcos Automoción   |
| Mirandés            | Miranda de Ebro        | Alessio Lisci               | Ramón Juan             | Anduva                          | 5759      | Adidas    | MIRANDA EMPRESAS    |
| Racing de Ferrol    | Ferrol                 | Cristóbal Parralo           | Héber Pena             | A Malata                        | 12 042    | Lotto     | Estrella Galicia    |
| Racing de Santander | Santander              | José Alberto López          | Íñigo Sainz-Maza       | El Sardinero                    | 22 222    | Austral   | Plenitude           |
| Real Oviedo         | Oviedo                 | Luis Carrión                | Borja Bastón           | Carlos Tartiere                 | 30 500    | Adidas    | DIGI                |
| Real Valladolid     | Valladolid             | Paulo Pezzolano             | Jordi Masip            | José Zorrilla                   | 27 618    | Kappa     | Estrella Galicia    |
| Real Zaragoza       | Zaragoza               | Víctor Fernández            | Cristian Darío Álvarez | La Romareda                     | 33 608    | Adidas    | Caravan Fragancias  |
| Sporting de Gijón   | Gijón                  | Miguel Ángel Ramírez Medina | Carlos Izquierdoz      | El Molinón                      | 29 371    | Puma      | Jalisco es México   |
| Tenerife            | Santa Cruz de Tenerife | Asier Garitano              | Aitor Sanz             | Heliodoro Rodríguez             | 22 824    | Hummel    | Cabildo de Tenerife |
| Villarreal "B"      | Villarreal             | Miguel Álvarez Jurado       | Pablo Íñiguez          | La Cerámica                     | 23 000    | Joma      | Pamesa Cerámica     |

1. ↑  El 17 de junio de 2021 Amorebieta llegó a un acuerdo con el Athletic Club para jugar en Instalaciones de Lezama, ya que su campo Nuevo Urritxe, se consideró "poco práctico" para jugar en la categoría

### Cambios de entrenadores
| Equipo            | Entrenador (Jornadas)          | Fecha de vacante         | Tipo de salida     | Posición en la tabla | Entrenador entrante | Fecha de nombramiento    |
| ----------------- | ------------------------------ | ------------------------ | ------------------ | -------------------- | ------------------- | ------------------------ |
| Real Oviedo       | Álvaro Cervera (1 - 6)         | 21 de septiembre de 2023 | Destituido         | 21º                  | Luis Carrión        | 21 de septiembre de 2023 |
| F. C. Cartagena   | Víctor Sánchez del Amo (1 - 7) | 23 de septiembre de 2023 | Destituido         | 22º                  | Julián Calero       | 25 de septiembre de 2023 |
| S. D. Huesca      | José Ángel Ziganda (1 - 10)    | 7 de octubre de 2023     | Destituido         | 20º                  | Antonio Hidalgo     | 11 de octubre de 2023    |
| R. C. D. Espanyol | Luis García (1 - 14)           | 5 de noviembre de 2023   | Destituido         | 5º                   | Luis Miguel Ramis   | 6 de noviembre de 2023   |
| Real Zaragoza     | Fran Escribá (1 - 16)          | 20 de noviembre de 2023  | Destituido         | 12º                  | Julio Velázquez     | 20 de noviembre de 2023  |
| A. D. Alcorcón    | Fran Fernández (1 - 18)        | 4 de diciembre de 2023   | Destituido         | 21º                  | Mehdi Nafti         | 5 de diciembre de 2023   |
| S. D. Amorebieta  | Haritz Mújika (1 - 19)         | 11 de diciembre de 2023  | Destituido         | 21º                  | Jandro              | 14 de diciembre de 2023  |
| Levante U. D.     | Javi Calleja (1 - 27)          | 19 de febrero de 2024    | Destituido         | 10º                  | Felipe Miñambres    | 19 de febrero de 2024    |
| Real Zaragoza     | Julio Velázquez (17 - 30)      | 11 de marzo de 2024      | Destituido         | 14º                  | Víctor Fernández    | 11 de marzo de 2024      |
| R. C. D. Espanyol | Luis Miguel Ramis (15 - 30)    | 12 de marzo de 2024      | Destituido         | 3º                   | Manolo González     | 12 de marzo de 2024      |
| F. C. Andorra     | Eder Sarabia (1 - 32)          | 25 de marzo de 2024      | Destituido         | 22º                  | Toni Astorgano INT  | 25 de marzo de 2024      |
| Albacete Balompié | Rubén Albés (1 - 32)           | 25 de marzo de 2024      | Destituido         | 19º                  | Alberto González    | 27 de marzo de 2024      |
| F. C. Andorra     | Toni Astorgano INT (33)        | 30 de marzo de 2024      | Fin de interinidad | 20º                  | Ferran Costa        | 30 de marzo de 2024      |

## Árbitros
1. Adrián Cordero Vega
2. Alejandro Quintero González
3. Álvaro Moreno Aragón
4. Andrés Fuentes Molina
5. Dámaso Arcediano Monescillo
6. Daniel Jesús Trujillo Suárez
7. Germán Cid Camacho
8. Iosu Galech Apezteguía
9. Iván Caparrós Hernández
10. Jon Ander González Esteban
11. José Antonio López Toca
12. José Luis Guzmán Mansilla
13. Luis Mario Milla Alvendiz
14. Manuel Jesús Orellana Cid
15. Miguel González Díaz
16. Miguel Sesma Espinosa
17. Oliver de la Fuente Ramos
18. Rafael Sánchez López
19. Raúl Martín González Francés
20. Rubén Ávalos Barrera
21. Salvador Lax Franco
22. Saúl Ais Reig

## Desarrollo

### Clasificación
| Pos. | Equipo                    | Pts. | PJ | G  | E  | P  | GF | GC | Dif. | Clasificación 2023-24                   |
| ---- | ------------------------- | ---- | -- | -- | -- | -- | -- | -- | ---- | --------------------------------------- |
| 1    | C. D. Leganés (A, C)      | 74   | 42 | 20 | 14 | 8  | 56 | 27 | +29  | Campeón y ascenso a Primera División    |
| 2    | Real Valladolid C. F. (A) | 72   | 42 | 21 | 9  | 12 | 51 | 36 | +15  | Ascenso a Primera División              |
| 3    | S. D. Eibar               | 71   | 42 | 21 | 8  | 13 | 72 | 48 | +24  | Promoción de ascenso a Primera División |
| 4    | R. C. D. Espanyol (A)     | 69   | 42 | 17 | 18 | 7  | 59 | 40 | +19  | Promoción de ascenso a Primera División |
| 5    | Sporting de Gijón         | 65   | 42 | 18 | 11 | 13 | 51 | 42 | +9   | Promoción de ascenso a Primera División |
| 6    | Real Oviedo               | 64   | 42 | 17 | 13 | 12 | 55 | 39 | +16  | Promoción de ascenso a Primera División |
| 7    | Racing de Santander       | 64   | 42 | 18 | 10 | 14 | 63 | 55 | +8   |                                         |
| 8    | Levante U. D.             | 59   | 42 | 13 | 20 | 9  | 49 | 45 | +4   |                                         |
| 9    | Burgos C. F.              | 59   | 42 | 16 | 11 | 15 | 52 | 54 | −2   |                                         |
| 10   | Racing de Ferrol          | 59   | 42 | 15 | 14 | 13 | 49 | 52 | −3   |                                         |
| 11   | Elche C. F.               | 59   | 42 | 16 | 11 | 15 | 43 | 47 | −4   |                                         |
| 12   | C. D. Tenerife            | 56   | 42 | 15 | 11 | 16 | 38 | 41 | −3   |                                         |
| 13   | Real Zaragoza             | 51   | 42 | 12 | 15 | 15 | 42 | 42 | 0    |                                         |
| 14   | Albacete Balompié         | 51   | 42 | 12 | 15 | 15 | 50 | 56 | −6   |                                         |
| 15   | F. C. Cartagena           | 51   | 42 | 14 | 9  | 19 | 37 | 51 | −14  |                                         |
| 16   | C. D. Eldense             | 50   | 42 | 12 | 14 | 16 | 46 | 56 | −10  |                                         |
| 17   | S. D. Huesca              | 49   | 42 | 11 | 16 | 15 | 36 | 33 | +3   |                                         |
| 18   | C. D. Mirandés            | 49   | 42 | 12 | 13 | 17 | 46 | 55 | −9   |                                         |
| 19   | S. D. Amorebieta (D)      | 45   | 42 | 11 | 12 | 19 | 37 | 52 | −15  | Descenso a Primera Federación           |
| 20   | A. D. Alcorcón (D)        | 44   | 42 | 10 | 14 | 18 | 32 | 53 | −21  | Descenso a Primera Federación           |
| 21   | F. C. Andorra (D)         | 43   | 42 | 11 | 10 | 21 | 33 | 53 | −20  | Descenso a Primera Federación           |
| 22   | Villarreal C. F. "B" (D)  | 43   | 42 | 11 | 10 | 21 | 41 | 62 | −21  | Descenso a Primera Federación           |

Actualizado a los partidos jugados el 2 de junio de 2024.
 Fuente: LaLiga Hypermotion
Criterios de clasificación: Puntos · Enfrentamientos directos · Diferencia de goles en enfrentamientos directos · Diferencia de goles · Goles a favor
|                                   |
| Bandera de la Comunidad de Madrid |
| Campeón C. D. Leganés             |
| 1.er título                       |

### Evolución de la clasificación
| Equipo / Jornada | 01 | 02 | 03 | 04 | 05 | 06 | 07 | 08 | 09 | 10 | 11 | 12 | 13 | 14 | 15 | 16 | 17 | 18 | 19 | 20 | 21 | 22 | 23 | 24 | 25 | 26 | 27 | 28  | 29  | 30  | 31 | 32 | 33 | 34 | 35 | 36 | 37 | 38 | 39 | 40 | 41 | 42 |
| Equipo / Jornada |    |    |    |    |    |    |    |    |    |    |    |    |    |    |    |    |    |    |    |    |    |    |    |    |    |    |    |     |     |     |    |    |    |    |    |    |    |    |    |    |    |    |
| ---------------- | -- | -- | -- | -- | -- | -- | -- | -- | -- | -- | -- | -- | -- | -- | -- | -- | -- | -- | -- | -- | -- | -- | -- | -- | -- | -- | -- | --- | --- | --- | -- | -- | -- | -- | -- | -- | -- | -- | -- | -- | -- | -- |
| Leganés          | 17 | 11 | 5  | 3  | 3  | 3  | 2  | 1  | 3  | 3  | 2  | 1  | 1  | 1  | 1  | 1  | 1  | 1  | 1  | 1  | 1  | 1  | 1  | 1  | 1  | 1  | 1  | 1   | 1   | 1   | 1  | 1  | 1  | 1  | 1  | 1  | 1  | 1  | 2  | 1  | 2  | 1  |
| Valladolid       | 3  | 10 | 16 | 20 | 18 | 16 | 10 | 7  | 7  | 6  | 7  | 6  | 7  | 4  | 3  | 3  | 3  | 3  | 2  | 2  | 4  | 7  | 7  | 5  | 5  | 6  | 6  | 4   | 6   | 5   | 7  | 5  | 6  | 4  | 4  | 3  | 2  | 2  | 1  | 2  | 1  | 2  |
| Eibar            | 21 | 14 | 17 | 21 | 22 | 17 | 12 | 9  | 8  | 7  | 6  | 5  | 2  | 3  | 4  | 5  | 5  | 6  | 5  | 6  | 7  | 5  | 4  | 2  | 2  | 2  | 2  | 3   | 2   | 4   | 4  | 4  | 2  | 3  | 2  | 2  | 3  | 3  | 3  | 3  | 3  | 3  |
| Espanyol         | 9  | 4  | 2  | 2  | 2  | 2  | 4  | 2  | 1  | 2  | 1  | 2  | 4  | 5  | 6  | 4  | 4  | 4  | 4  | 5  | 5  | 4  | 3  | 6  | 4  | 5  | 3  | 2   | 3   | 3   | 3  | 2  | 3  | 2  | 3  | 4  | 4  | 4  | 4  | 4  | 4  | 4  |
| Sporting         | 19 | 9  | 13 | 7  | 10 | 6  | 8  | 6  | 5  | 8  | 9  | 8  | 3  | 2  | 2  | 2  | 2  | 2  | 3  | 3  | 3  | 3  | 2  | 4  | 7  | 4  | 5  | 7   | 5   | 8   | 5  | 7  | 10 | 8  | 6  | 6  | 7  | 9  | 7  | 7  | 7  | 5  |
| Oviedo           | 16 | 18 | 21 | 22 | 19 | 21 | 21 | 20 | 17 | 16 | 13 | 13 | 12 | 13 | 14 | 12 | 12 | 11 | 11 | 10 | 10 | 11 | 8  | 7  | 8  | 10 | 7  | 10  | 8   | 7   | 8  | 9  | 7  | 5  | 5  | 7  | 8  | 5  | 5  | 6  | 5  | 6  |
| Racing           | 1  | 7  | 10 | 11 | 6  | 7  | 6  | 8  | 12 | 10 | 8  | 7  | 8  | 10 | 12 | 7  | 7  | 8  | 8  | 8  | 6  | 8  | 10 | 12 | 11 | 8  | 9  | 8   | 10  | 9   | 10 | 6  | 4  | 6  | 9  | 8  | 6  | 6  | 6  | 5  | 6  | 7  |
| Levante          | 10 | 5  | 4  | 6  | 7  | 5  | 5  | 4  | 6  | 4  | 3  | 3  | 5  | 6  | 7  | 8  | 9  | 10 | 10 | 7  | 8  | 6  | 6  | 8  | 9  | 11 | 10 | 11* | 13* | 11* | 11 | 11 | 11 | 9  | 11 | 11 | 11 | 10 | 11 | 10 | 10 | 8  |
| Burgos           | 14 | 17 | 11 | 14 | 9  | 15 | 9  | 12 | 11 | 13 | 10 | 11 | 14 | 15 | 13 | 14 | 15 | 13 | 13 | 11 | 11 | 9  | 11 | 10 | 12 | 9  | 11 | 9   | 7   | 6   | 6  | 8  | 9  | 11 | 10 | 10 | 9  | 8  | 9  | 11 | 11 | 9  |
| R. Ferrol        | 5  | 6  | 3  | 5  | 5  | 8  | 7  | 10 | 9  | 9  | 11 | 10 | 10 | 7  | 5  | 6  | 6  | 5  | 6  | 4  | 2  | 2  | 5  | 3  | 3  | 3  | 4  | 6   | 9   | 10  | 9  | 10 | 8  | 10 | 7  | 9  | 10 | 11 | 10 | 9  | 8  | 10 |
| Elche            | 15 | 21 | 15 | 15 | 14 | 11 | 17 | 17 | 18 | 14 | 16 | 12 | 11 | 11 | 9  | 11 | 8  | 7  | 9  | 12 | 12 | 10 | 9  | 9  | 6  | 7  | 8  | 5   | 4   | 2   | 2  | 3  | 5  | 7  | 8  | 5  | 5  | 7  | 8  | 8  | 9  | 11 |
| Tenerife         | 7  | 1  | 6  | 4  | 4  | 4  | 3  | 5  | 4  | 1  | 4  | 4  | 6  | 8  | 8  | 10 | 10 | 9  | 7  | 9  | 9  | 12 | 13 | 14 | 15 | 15 | 13 | 14  | 12  | 13  | 13 | 12 | 12 | 12 | 12 | 12 | 12 | 12 | 12 | 12 | 12 | 12 |
| Cartagena        | 18 | 20 | 22 | 18 | 20 | 22 | 22 | 22 | 22 | 22 | 22 | 22 | 22 | 22 | 22 | 22 | 22 | 22 | 20 | 22 | 22 | 21 | 21 | 20 | 18 | 17 | 16 | 18  | 18  | 17  | 17 | 16 | 16 | 16 | 17 | 16 | 14 | 13 | 13 | 13 | 13 | 13 |
| Zaragoza         | 4  | 2  | 1  | 1  | 1  | 1  | 1  | 3  | 2  | 5  | 5  | 9  | 9  | 9  | 10 | 13 | 14 | 12 | 12 | 14 | 14 | 14 | 12 | 11 | 10 | 12 | 12 | 13  | 14  | 14  | 15 | 15 | 15 | 15 | 14 | 13 | 13 | 14 | 15 | 15 | 14 | 14 |
| Albacete         | 12 | 16 | 19 | 12 | 15 | 12 | 15 | 11 | 10 | 11 | 12 | 15 | 17 | 17 | 16 | 16 | 16 | 16 | 15 | 16 | 16 | 16 | 16 | 16 | 17 | 20 | 17 | 17  | 17  | 18  | 18 | 19 | 19 | 21 | 20 | 19 | 18 | 15 | 14 | 14 | 15 | 15 |
| Eldense          | 6  | 13 | 7  | 8  | 11 | 13 | 16 | 18 | 19 | 15 | 17 | 17 | 15 | 12 | 11 | 9  | 11 | 15 | 16 | 15 | 15 | 15 | 15 | 13 | 13 | 13 | 14 | 12  | 11  | 12  | 12 | 13 | 13 | 13 | 15 | 14 | 16 | 17 | 16 | 16 | 16 | 16 |
| Huesca           | 13 | 19 | 20 | 19 | 21 | 20 | 18 | 19 | 20 | 21 | 21 | 21 | 21 | 20 | 19 | 19 | 19 | 19 | 19 | 19 | 19 | 18 | 19 | 19 | 16 | 16 | 18 | 16  | 15  | 15  | 14 | 14 | 14 | 14 | 13 | 15 | 17 | 18 | 17 | 17 | 17 | 17 |
| Mirandés         | 2  | 8  | 12 | 13 | 8  | 14 | 19 | 13 | 14 | 17 | 18 | 14 | 13 | 14 | 15 | 15 | 13 | 14 | 14 | 13 | 13 | 13 | 14 | 15 | 14 | 14 | 15 | 15  | 16  | 16  | 16 | 17 | 17 | 17 | 18 | 17 | 15 | 16 | 18 | 18 | 18 | 18 |
| Amorebieta       | 11 | 15 | 9  | 10 | 13 | 10 | 13 | 15 | 16 | 19 | 19 | 19 | 19 | 21 | 21 | 20 | 20 | 20 | 21 | 21 | 21 | 22 | 22 | 22 | 22 | 22 | 22 | 22  | 22  | 22  | 22 | 20 | 21 | 20 | 19 | 20 | 21 | 21 | 20 | 19 | 19 | 19 |
| Alcorcón         | 22 | 22 | 18 | 16 | 16 | 19 | 20 | 21 | 21 | 20 | 20 | 20 | 20 | 19 | 20 | 21 | 21 | 21 | 22 | 20 | 20 | 20 | 18 | 18 | 20 | 19 | 20 | 20  | 20  | 20  | 20 | 18 | 18 | 18 | 16 | 18 | 19 | 19 | 19 | 20 | 20 | 20 |
| Andorra          | 8  | 3  | 8  | 9  | 12 | 9  | 11 | 14 | 15 | 18 | 15 | 18 | 16 | 16 | 18 | 18 | 17 | 17 | 17 | 17 | 18 | 19 | 20 | 21 | 21 | 21 | 21 | 21* | 21* | 21* | 21 | 22 | 20 | 19 | 21 | 21 | 22 | 22 | 22 | 21 | 21 | 21 |
| Villarreal "B"   | 20 | 12 | 14 | 17 | 17 | 18 | 14 | 16 | 13 | 12 | 14 | 16 | 18 | 18 | 17 | 17 | 18 | 18 | 18 | 18 | 17 | 17 | 17 | 17 | 19 | 18 | 19 | 19  | 19  | 19  | 19 | 21 | 22 | 22 | 22 | 22 | 20 | 20 | 21 | 22 | 22 | 22 |

## Resultados
| S. D. Amorebieta    | 1 – 1 | Levante U. D.        | Lezama                    | 11 de agosto | 19:00 | Arcediano Monescillo | 1297   |
| Real Valladolid     | 2 – 0 | Sporting de Gijón    | José Zorrilla             | 11 de agosto | 21:30 | González Esteban     | 16 912 |
| Racing de Santander | 4 – 0 | S. D. Eibar          | El Sardinero              | 12 de agosto | 19:00 | Caparrós Hernández   | 13 914 |
| Real Zaragoza       | 2 – 0 | Villarreal C. F. "B" | La Romareda               | 12 de agosto | 21:00 | Quintero González    | 16 838 |
| Elche C. F.         | 0 – 1 | Racing de Ferrol     | Martínez Valero           | 12 de agosto | 22:00 | Cid Camacho          | 14 506 |
| Burgos C. F.        | 1 – 1 | S. D. Huesca         | El Plantío                | 13 de agosto | 17:00 | Fuentes Molina       | 7358   |
| Albacete Balompié   | 1 – 1 | R. C. D. Espanyol    | Carlos Belmonte           | 13 de agosto | 19:30 | Cordero Vega         | 11 618 |
| F. C. Cartagena     | 0 – 1 | C. D. Eldense        | Cartagonova               | 13 de agosto | 19:30 | Sesma Espinosa       | 8655   |
| C. D. Leganés       | 0 – 1 | F. C. Andorra        | Butarque                  | 13 de agosto | 22:00 | Sánchez López        | 5007   |
| C. D. Mirandés      | 4 – 0 | A. D. Alcorcón       | Anduva                    | 14 de agosto | 19:00 | González Díaz        | 2634   |
| C. D. Tenerife      | 1 – 0 | Real Oviedo          | Heliodoro Rodríguez López | 14 de agosto | 21:30 | Ais Reig             | 15 861 |

| F. C. Andorra        | 3 - 2 | F. C. Cartagena     | Estadi Nacional    | 18 de agosto | 19:00 | Moreno Aragón     | 2520           |
| Real Zaragoza        | 1 - 0 | Real Valladolid     | La Romareda        | 18 de agosto | 21:30 | Ávalos Barrera    | 21 023         |
| S. D. Eibar          | 2 - 1 | Elche C. F.         | Ipurúa             | 19 de agosto | 17:00 | Prieto Iglesias   | 8164           |
| R. C. D. Espanyol    | 2 - 0 | Racing de Santander | RCDE Stadium       | 19 de agosto | 19:30 | González Francés  | Puerta cerrada |
| Levante U. D.        | 3 - 2 | Burgos C. F.        | Ciutat de València | 19 de agosto | 19:30 | Guzmán Mansilla   | 12 952         |
| A. D. Alcorcón       | 0 - 2 | C. D. Leganés       | Santo Domingo      | 19 de agosto | 22:00 | Milla Alvéndiz    | 2722           |
| Real Oviedo          | 1 - 1 | Racing de Ferrol    | Carlos Tartiere    | 20 de agosto | 17:00 | Trujillo Suárez   | 17 102         |
| Sporting de Gijón    | 3 - 0 | C. D. Mirandés      | El Molinón         | 20 de agosto | 19:30 | Lax Franco        | 18 394         |
| Albacete Balompié    | 2 - 2 | S. D. Amorebieta    | Carlos Belmonte    | 20 de agosto | 22:00 | Galech Apezteguía | 10 231         |
| Villarreal C. F. "B" | 3 - 1 | C. D. Eldense       | La Cerámica        | 21 de agosto | 19:00 | Orellana Cid      | 3957           |
| S. D. Huesca         | 0 - 2 | C. D. Tenerife      | El Alcoraz         | 21 de agosto | 21:30 | López Toca        | 5434           |

| F. C. Cartagena     | 0 - 1 | Levante U. D.        | Cartagonova               | 25 de agosto | 21:30 | Cordero Vega         | 7243   |
| Burgos C. F.        | 1 - 0 | Real Oviedo          | El Plantío                | 26 de agosto | 17:00 | Arcediano Monescillo | 9854   |
| C. D. Tenerife      | 0 - 1 | Real Zaragoza        | Heliodoro Rodríguez López | 26 de agosto | 19:00 | González Esteban     | 18 801 |
| Elche C. F.         | 1 - 0 | Villarreal C. F. "B" | Martínez Valero           | 26 de agosto | 21:30 | Sánchez López        | 13 318 |
| Real Valladolid     | 0 - 2 | A. D. Alcorcón       | José Zorrilla             | 26 de agosto | 21:30 | Fuentes Molina       | 16 301 |
| Racing de Ferrol    | 2 - 0 | Sporting de Gijón    | A Malata                  | 27 de agosto | 17:00 | Quintero González    | 9010   |
| S. D. Amorebieta    | 3 - 0 | F. C. Andorra        | Lezama                    | 27 de agosto | 19:30 | Cid Camacho          | 1015   |
| C. D. Mirandés      | 0 - 1 | R. C. D. Espanyol    | Anduva                    | 27 de agosto | 19:30 | Ais Reig             | 3452   |
| C. D. Leganés       | 2 - 0 | Albacete Balompié    | Butarque                  | 27 de agosto | 21:30 | Caparrós Hernández   | 6927   |
| C. D. Eldense       | 2 - 1 | S. D. Eibar          | Nuevo Pepico Amat         | 28 de agosto | 19:00 | González Díaz        | 4356   |
| Racing de Santander | 0 - 0 | S. D. Huesca         | El Sardinero              | 28 de agosto | 21:30 | Sesma Espinosa       | 13 043 |

| A. D. Alcorcón       | 1 - 1 | Racing de Ferrol    | Santo Domingo      | 1 de septiembre | 19:30 | De la Fuente Ramos | 3508   |
| Albacete Balompié    | 2 - 0 | Real Valladolid     | Carlos Belmonte    | 1 de septiembre | 21:30 | Guzmán Mansilla    | 11 453 |
| Sporting de Gijón    | 2 - 1 | Burgos C. F.        | El Molinón         | 2 de septiembre | 16:15 | González Francés   | 16 890 |
| Levante U. D.        | 1 - 1 | Real Oviedo         | Ciutat de València | 2 de septiembre | 18:30 | Milla Alvéndiz     | 13 844 |
| Elche C. F.          | 1 - 1 | Racing de Santander | Martínez Valero    | 2 de septiembre | 21:00 | Moreno Aragón      | 13 051 |
| Villarreal C. F. "B" | 1 - 2 | F. C. Cartagena     | La Cerámica        | 2 de septiembre | 21:00 | Galech Apezteguía  | 1522   |
| F. C. Andorra        | 0 - 1 | C. D. Tenerife      | Estadi Nacional    | 3 de septiembre | 14:00 | Lax Franco         | 2010   |
| S. D. Eibar          | 0 - 1 | C. D. Leganés       | Ipurúa             | 3 de septiembre | 16:15 | Trujillo Suárez    | 4916   |
| R. C. D. Espanyol    | 3 - 2 | S. D. Amorebieta    | RCDE Stadium       | 3 de septiembre | 18:30 | Orellana Cid       | 19 520 |
| Real Zaragoza        | 2 - 0 | C. D. Eldense       | La Romareda        | 3 de septiembre | 18:30 | López Toca         | 26 011 |
| S. D. Huesca         | 1 - 1 | C. D. Mirandés      | El Alcoraz         | 3 de septiembre | 21:00 | Ávalos Barrera     |        |

| Levante U. D.       | 1 - 4 | R. C. D. Espanyol    | Ciutat de València        | 8 de septiembre  | 21:00 | González Esteban     | 15 548 |
| Burgos C. F.        | 1 - 0 | S. D. Eibar          | El Plantío                | 9 de septiembre  | 16:15 | Sánchez López        | 8553   |
| Real Oviedo         | 0 - 0 | Sporting de Gijón    | Carlos Tartiere           | 9 de septiembre  | 18:30 | Cordero Vega         | 22 121 |
| C. D. Tenerife      | 2 - 0 | Albacete Balompié    | Heliodoro Rodríguez López | 9 de septiembre  | 21:00 | Fuentes Molina       | 17 560 |
| C. D. Leganés       | 2 - 0 | S. D. Huesca         | Butarque                  | 9 de septiembre  | 21:00 | Arcediano Monescillo | 6948   |
| Racing de Ferrol    | 2 - 2 | Villarreal C. F. "B" | A Malata                  | 10 de septiembre | 16:15 | López Toca           | 6639   |
| Racing de Santander | 1 - 0 | S. D. Amorebieta     | El Sardinero              | 10 de septiembre | 16:15 | González Díaz        |        |
| F. C. Cartagena     | 1 - 3 | Real Zaragoza        | Cartagonova               | 10 de septiembre | 18:30 | Ais Reig             | 8598   |
| C. D. Mirandés      | 4 - 3 | F. C. Andorra        | Anduva                    | 10 de septiembre | 18:30 | Caparrós Hernández   | 2818   |
| Real Valladolid     | 1 - 1 | Elche C. F.          | José Zorrilla             | 10 de septiembre | 21:00 | Quintero González    | 16 768 |
| C. D. Eldense       | 2 - 2 | A. D. Alcorcón       | Nuevo Pepico Amat         | 11 de septiembre | 21:00 | Cid Camacho          | 3960   |

| Real Zaragoza     | 1 - 1 | Racing de Santander  | La Romareda     | 15 de septiembre | 21:30 | Guzmán Mansilla    | 27 208 |
| S. D. Huesca      | 2 - 2 | Villarreal C. F. "B" | El Alcoraz      | 16 de septiembre | 16:15 | Lax Franco         | 5025   |
| A. D. Alcorcón    | 0 - 2 | Levante U. D.        | Santo Domingo   | 16 de septiembre | 18:30 | Galech Apezteguía  | 3505   |
| Real Valladolid   | 1 - 0 | F. C. Cartagena      | José Zorrilla   | 16 de septiembre | 18:30 | González Francés   | 16 138 |
| Albacete Balompié | 2 - 1 | Burgos C. F.         | Carlos Belmonte | 16 de septiembre | 21:00 | Ávalos Barrera     | 10 008 |
| S. D. Amorebieta  | 2 - 0 | C. D. Mirandés       | Lezama          | 17 de septiembre | 14:00 | Trujillo Suárez    |        |
| S. D. Eibar       | 2 - 0 | Racing de Ferrol     | Ipurúa          | 17 de septiembre | 16:15 | Orellana Cid       | 4722   |
| Elche C. F.       | 1 - 0 | C. D. Leganés        | Martínez Valero | 17 de septiembre | 18:30 | López Toca         | 16 154 |
| R. C. D. Espanyol | 3 - 3 | C. D. Eldense        | RCDE Stadium    | 17 de septiembre | 18:30 | Moreno Aragón      | 20 773 |
| Sporting de Gijón | 2 - 1 | C. D. Tenerife       | El Molinón      | 17 de septiembre | 21:00 | Milla Alvéndiz     | 15 792 |
| F. C. Andorra     | 1 - 0 | Real Oviedo          | Estadi Nacional | 18 de septiembre | 21:00 | De la Fuente Ramos | 1820   |

| F. C. Cartagena      | 1 - 2 | S. D. Eibar       | Cartagonova               | 22 de septiembre | 21:00 | Quintero González    | 7132   |
| F. C. Andorra        | 0 - 0 | Sporting de Gijón | Estadi Nacional           | 23 de septiembre | 14:00 | Fuentes Molina       | 2120   |
| Levante U. D.        | 2 - 0 | C. D. Eldense     | Ciutat de València        | 23 de septiembre | 16:15 | Sánchez López        | 14 845 |
| Burgos C. F.         | 4 - 0 | Elche C. F.       | El Plantío                | 23 de septiembre | 18:30 | Cordero Vega         | 8753   |
| A. D. Alcorcón       | 0 - 2 | S. D. Huesca      | Santo Domingo             | 23 de septiembre | 21:00 | Caparrós Hernández   | 3302   |
| Racing de Santander  | 2 - 1 | Albacete Balompié | El Sardinero              | 23 de septiembre | 21:00 | Ais Reig             | 13 563 |
| Villarreal C. F. "B" | 3 - 1 | S. D. Amorebieta  | La Cerámica               | 24 de septiembre | 14:00 | Milla Alvendiz       | 1233   |
| Real Oviedo          | 0 - 1 | Real Valladolid   | Carlos Tartiere           | 24 de septiembre | 16:15 | González Esteban     | 16 955 |
| C. D. Mirandés       | 1 - 3 | C. D. Leganés     | Anduva                    | 24 de septiembre | 18:30 | González Díaz        |        |
| Racing de Ferrol     | 1 - 0 | Real Zaragoza     | A Malata                  | 25 de septiembre | 21:00 | Cid Camacho          | 6520   |
| C. D. Tenerife       | 1 - 0 | R. C. D. Espanyol | Heliodoro Rodríguez López | 25 de septiembre | 21:00 | Arcediano Monescillo | 18 161 |

| C. D. Leganés        | 2 - 1 | Racing de Santander | Butarque          | 29 de septiembre | 21:00 | González Esteban   | 8953   |
| S. D. Eibar          | 3 - 0 | C. D. Tenerife      | Ipurúa            | 30 de septiembre | 16:15 | Guzmán Mansilla    | 4754   |
| Elche C. F.          | 0 - 0 | Levante U. D.       | Martínez Valero   | 30 de septiembre | 18:30 | González Francés   | 15 660 |
| Albacete Balompié    | 3 - 1 | F. C. Andorra       | Carlos Belmonte   | 30 de septiembre | 21:00 | Moreno Aragón      | 10 458 |
| Villarreal C. F. "B" | 2 - 2 | A. D. Alcorcón      | La Cerámica       | 30 de septiembre | 21:00 | Trujillo Suárez    | 1775   |
| C. D. Eldense        | 1 - 3 | Real Oviedo         | Nuevo Pepico Amat | 1 de octubre     | 14:00 | Lax Franco         | 4050   |
| Real Zaragoza        | 0 - 1 | C. D. Mirandés      | La Romareda       | 1 de octubre     | 18:30 | Galech Apezteguía  | 26 127 |
| S. D. Amorebieta     | 0 - 0 | F. C. Cartagena     | Lezama            | 1 de octubre     | 18:30 | De la Fuente Ramos | 1141   |
| Real Valladolid      | 3 - 0 | Burgos C. F.        | José Zorrilla     | 1 de octubre     | 18:30 | López Toca         | 20 493 |
| S. D. Huesca         | 0 - 1 | Sporting de Gijón   | El Alcoraz        | 1 de octubre     | 21:00 | Orellana Cid       | 4884   |
| R. C. D. Espanyol    | 3 - 0 | Racing de Ferrol    | RCDE Stadium      | 2 de octubre     | 21:00 | Quintero González  | 16 577 |

| Levante U. D.     | 1 - 1 | Villarreal C. F. "B" | Ciutat de València        | 3 de octubre | 19:00 | Cordero Vega         | 12 850 |
| A. D. Alcorcón    | 1 - 2 | Albacete Balompié    | Santo Domingo             | 3 de octubre | 19:00 | González Díaz        | 3395   |
| C. D. Tenerife    | 2 - 0 | Racing de Santander  | Heliodoro Rodríguez López | 3 de octubre | 21:30 | Sánchez López        | 14 717 |
| C. D. Eldense     | 0 - 1 | Real Valladolid      | Nuevo Pepico Amat         | 4 de octubre | 19:00 | Sesma Espinosa       | 3584   |
| Real Oviedo       | 1 - 0 | S. D. Huesca         | Carlos Tartiere           | 4 de octubre | 19:00 | Cid Camacho          | 12 119 |
| Burgos C. F.      | 1 - 0 | C. D. Leganés        | El Plantío                | 4 de octubre | 21:30 | Caparrós Hernández   | 8254   |
| Sporting de Gijón | 2 - 0 | Elche C. F.          | El Molinón                | 4 de octubre | 21:30 | Trujillo Suárez      | 14 916 |
| F. C. Andorra     | 0 - 1 | Real Zaragoza        | Estadi Nacional           | 5 de octubre | 19:00 | Arcediano Monescillo | 2521   |
| C. D. Mirandés    | 1 - 3 | S. D. Eibar          | Anduva                    | 5 de octubre | 19:00 | Fuentes Molina       | 3249   |
| F. C. Cartagena   | 0 - 2 | R. C. D. Espanyol    | Cartagonova               | 5 de octubre | 21:30 | Milla Alvendiz       | 7748   |
| Racing de Ferrol  | 1 - 0 | S. D. Amorebieta     | A Malata                  | 5 de octubre | 21:30 | Ais Reig             | 5832   |

| Albacete Balompié    | 0 - 2 | Levante U. D.     | Carlos Belmonte           | 6 de octubre | 21:00 | López Toca         | 13 246 |
| S. D. Huesca         | 0 - 1 | C. D. Eldense     | El Alcoraz                | 7 de octubre | 16:15 | Cordero Vega       | 4708   |
| Racing de Santander  | 3 - 2 | Sporting de Gijón | El Sardinero              | 7 de octubre | 18:30 | Galech Apezteguía  | 19 356 |
| C. D. Leganés        | 0 - 0 | Real Oviedo       | Butarque                  | 7 de octubre | 21:00 | Ávalos Barrera     | 8249   |
| S. D. Amorebieta     | 1 - 2 | S. D. Eibar       | Lezama                    | 8 de octubre | 14:00 | González Francés   | 2331   |
| Real Valladolid      | 3 - 2 | C. D. Mirandés    | José Zorrilla             | 8 de octubre | 16:15 | Lax Franco         | 18 473 |
| C. D. Tenerife       | 2 - 1 | Burgos C. F.      | Heliodoro Rodríguez López | 8 de octubre | 18:30 | Moreno Aragón      | 18 349 |
| Racing de Ferrol     | 1 - 1 | F. C. Cartagena   | A Malata                  | 8 de octubre | 18:30 | Orellana Cid       | 7032   |
| Real Zaragoza        | 0 - 2 | A. D. Alcorcón    | La Romareda               | 8 de octubre | 21:00 | Quintero González  | 23 574 |
| Elche C. F.          | 2 - 1 | F. C. Andorra     | Martínez Valero           | 9 de octubre | 19:00 | González Esteban   | 15 073 |
| Villarreal C. F. "B" | 3 - 1 | R. C. D. Espanyol | La Cerámica               | 9 de octubre | 21:00 | De la Fuente Ramos | 4132   |

| Real Oviedo       | 3 - 0 | Albacete Balompié    | Carlos Tartiere    | 13 de octubre | 21:00 | Milla Alvendiz       | 15 310 |
| C. D. Mirandés    | 1 - 1 | C. D. Tenerife       | Anduva             | 14 de octubre | 16:15 | Sesma Espinosa       | 2848   |
| F. C. Cartagena   | 2 - 3 | Racing de Santander  | Cartagonova        | 14 de octubre | 18:30 | Cid Camacho          | 7377   |
| Sporting de Gijón | 2 - 2 | Real Zaragoza        | El Molinón         | 14 de octubre | 18:30 | Sánchez López        | 20 698 |
| R. C. D. Espanyol | 2 - 0 | Real Valladolid      | RCDE Stadium       | 14 de octubre | 21:00 | Caparrós Hernández   | 21 439 |
| Burgos C. F.      | 3 - 2 | Villarreal C. F. "B" | El Plantío         | 15 de octubre | 14:00 | González Díaz        | 8931   |
| F. C. Andorra     | 2 - 0 | A. D. Alcorcón       | Estadi Nacional    | 15 de octubre | 16:15 | Ais Reig             | 1830   |
| C. D. Eldense     | 1 - 1 | Elche C. F.          | Nuevo Pepico Amat  | 15 de octubre | 16:15 | Arcediano Monescillo | 4906   |
| S. D. Eibar       | 1 - 1 | S. D. Huesca         | Ipurúa             | 15 de octubre | 18:30 | Trujillo Suárez      | 5438   |
| C. D. Leganés     | 6 - 0 | S. D. Amorebieta     | Butarque           | 15 de octubre | 18:30 | Fuentes Molina       | 7696   |
| Levante U. D.     | 1 - 0 | Racing de Ferrol     | Ciutat de València | 16 de octubre | 21:00 | Ávalos Barrera       | 13 155 |

| R. C. D. Espanyol    | 0 - 1 | C. D. Leganés     | RCDE Stadium              | 20 de octubre | 21:00 | Sesma Espinosa     | 20 599 |
| S. D. Amorebieta     | 0 - 0 | Real Oviedo       | Lezama                    | 21 de octubre | 16:15 | Guzmán Mansilla    | 1493   |
| Villarreal C. F. "B" | 0 - 3 | C. D. Mirandés    | La Cerámica               | 21 de octubre | 16:15 | González Esteban   | 2045   |
| C. D. Tenerife       | 0 - 0 | Levante U. D.     | Heliodoro Rodríguez López | 21 de octubre | 18:30 | Quintero González  | 19 102 |
| Real Zaragoza        | 2 - 3 | S. D. Eibar       | La Romareda               | 21 de octubre | 21:00 | De la Fuente Ramos | 24 056 |
| Racing de Ferrol     | 1 - 1 | C. D. Eldense     | A Malata                  | 22 de octubre | 14:00 | Moreno Aragón      | 6156   |
| S. D. Huesca         | 0 - 1 | Elche C. F.       | El Alcoraz                | 22 de octubre | 16:15 | Galech Apezteguía  | 5363   |
| Albacete Balompié    | 1 - 3 | Sporting de Gijón | Carlos Belmonte           | 22 de octubre | 18:30 | González Francés   | 11 007 |
| Racing de Santander  | 3 - 0 | Burgos C. F.      | El Sardinero              | 22 de octubre | 18:30 | Lax Franco         | 17 110 |
| Real Valladolid      | 2 - 0 | F. C. Andorra     | José Zorrilla             | 22 de octubre | 21:00 | Orellana Cid       | 14 753 |
| A. D. Alcorcón       | 1 - 1 | F. C. Cartagena   | Santo Domingo             | 23 de octubre | 21:00 | López Toca         | 2282   |

| S. D. Eibar         | 5 - 1 | Real Valladolid      | Ipurúa            | 27 de octubre | 21:00 | Arcediano Monescillo | 5690   |
| C. D. Eldense       | 2 - 0 | S. D. Amorebieta     | Nuevo Pepico Amat | 28 de octubre | 14:00 | Trujillo Suárez      | 3205   |
| F. C. Andorra       | 2 - 0 | Levante U. D.        | Estadi Nacional   | 28 de octubre | 18:30 | González Díaz        | 1730   |
| Sporting de Gijón   | 2 - 0 | R. C. D. Espanyol    | El Molinón        | 28 de octubre | 18:30 | Cordero Vega         | 19 951 |
| Elche C. F.         | 2 - 1 | C. D. Tenerife       | Martínez Valero   | 28 de octubre | 21:00 | Ávalos Barrera       | 13 745 |
| C. D. Mirandés      | 2 - 1 | F. C. Cartagena      | Anduva            | 29 de octubre | 14:00 | Ais Reig             | 2674   |
| S. D. Huesca        | 0 - 0 | Albacete Balompié    | El Alcoraz        | 29 de octubre | 16:15 | Sánchez López        | 5021   |
| C. D. Leganés       | 1 - 0 | Villarreal C. F. "B" | Butarque          | 29 de octubre | 18:30 | Cid Camacho          | 7008   |
| Real Oviedo         | 2 - 0 | A. D. Alcorcón       | Carlos Tartiere   | 29 de octubre | 18:30 | Caparrós Hernández   | 15 225 |
| Racing de Santander | 1 - 3 | Racing de Ferrol     | El Sardinero      | 29 de octubre | 21:00 | Fuentes Molina       | 14 900 |
| Burgos C. F.        | 1 - 1 | Real Zaragoza        | El Plantío        | 30 de octubre | 21:00 | Milla Alvendiz       | 8532   |

| R. C. D. Espanyol    | 2 - 2 | S. D. Eibar         | RCDE Stadium       | 3 de noviembre | 21:00 | López Toca         | 18 096 |
| Villarreal C. F. "B" | 0 - 3 | Sporting de Gijón   | La Cerámica        | 4 de noviembre | 16:15 | Lax Franco         | 2598   |
| Levante U. D.        | 2 - 2 | C. D. Mirandés      | Ciutat de València | 4 de noviembre | 18:30 | González Francés   | 14 299 |
| Real Valladolid      | 2 - 0 | C. D. Tenerife      | José Zorrilla      | 4 de noviembre | 18:30 | González Esteban   | 16 409 |
| Albacete Balompié    | 1 - 1 | Elche C. F.         | Carlos Belmonte    | 4 de noviembre | 21:00 | Sesma Espinosa     | 10 203 |
| Racing de Ferrol     | 1 - 0 | F. C. Andorra       | A Malata           | 5 de noviembre | 14:00 | Quintero González  | 5318   |
| S. D. Amorebieta     | 0 - 1 | S. D. Huesca        | Lezama             | 5 de noviembre | 16:15 | De la Fuente Ramos | 1879   |
| A. D. Alcorcón       | 3 - 1 | Racing de Santander | Santo Domingo      | 5 de noviembre | 18:30 | Orellana Cid       | 4325   |
| F. C. Cartagena      | 0 - 3 | C. D. Leganés       | Cartagonova        | 5 de noviembre | 18:30 | Galech Apezteguía  | 6805   |
| C. D. Eldense        | 2 - 0 | Burgos C. F.        | Nuevo Pepico Amat  | 5 de noviembre | 21:00 | Guzmán Mansilla    | 3532   |
| Real Zaragoza        | 0 - 0 | Real Oviedo         | La Romareda        | 6 de noviembre | 21:00 | Moreno Aragón      | 18 089 |

| C. D. Leganés       | 2 - 1 | Levante U. D.        | Butarque                  | 10 de noviembre | 20:30 | Milla Alvendiz       | 8416   |
| Racing de Santander | 2 - 3 | Real Valladolid      | El Sardinero              | 11 de noviembre | 16:15 | Trujillo Suárez      | 16 095 |
| Elche C. F.         | 2 - 0 | Real Zaragoza        | Martínez Valero           | 11 de noviembre | 18:30 | Cordero Vega         | 15 681 |
| C. D. Mirandés      | 1 - 2 | Racing de Ferrol     | Anduva                    | 11 de noviembre | 18:30 | Sánchez López        | 2951   |
| Sporting de Gijón   | 1 - 1 | S. D. Amorebieta     | El Molinón                | 11 de noviembre | 21:00 | Caparrós Hernández   | 18 972 |
| Burgos C. F.        | 4 - 2 | A. D. Alcorcón       | El Plantío                | 12 de noviembre | 14:00 | Arcediano Monescillo | 8753   |
| F. C. Andorra       | 1 - 3 | C. D. Eldense        | Estadi Nacional           | 12 de noviembre | 16:15 | Cid Camacho          | 1931   |
| C. D. Tenerife      | 0 - 1 | Villarreal C. F. "B" | Heliodoro Rodríguez López | 12 de noviembre | 18:30 | González Díaz        | 17 811 |
| S. D. Huesca        | 1 - 1 | R. C. D. Espanyol    | El Alcoraz                | 12 de noviembre | 18:30 | Fuentes Molina       | 7303   |
| S. D. Eibar         | 1 - 1 | Albacete Balompié    | Ipurúa                    | 12 de noviembre | 21:00 | Ais Reig             | 4543   |
| Real Oviedo         | 1 - 1 | F. C. Cartagena      | Carlos Tartiere           | 13 de noviembre | 21:00 | Ávalos Barrera       | 12 203 |

| Real Valladolid      | 1 - 1 | C. D. Leganés       | José Zorrilla      | 17 de noviembre | 21:00 | López Toca         | 19 914 |
| A. D. Alcorcón       | 0 - 0 | Sporting de Gijón   | Santo Domingo      | 18 de noviembre | 16:15 | Quintero González  | 4414   |
| S. D. Amorebieta     | 2 - 0 | C. D. Tenerife      | Lezama             | 18 de noviembre | 18:30 | Lax Franco         | 1193   |
| Real Zaragoza        | 0 - 2 | S. D. Huesca        | La Romareda        | 18 de noviembre | 18:30 | González Esteban   | 28 667 |
| R. C. D. Espanyol    | 2 - 0 | Elche C. F.         | RCDE Stadium       | 18 de noviembre | 21:00 | Moreno Aragón      | 19 617 |
| Racing de Ferrol     | 1 - 1 | Burgos C. F.        | A Malata           | 19 de noviembre | 14:00 | Sesma Espinosa     | 6365   |
| C. D. Eldense        | 2 - 2 | C. D. Mirandés      | Nuevo Pepico Amat  | 19 de noviembre | 16:15 | Orellana Cid       | 4531   |
| Real Oviedo          | 2 - 1 | S. D. Eibar         | Carlos Tartiere    | 19 de noviembre | 16:15 | González Francés   | 15 875 |
| F. C. Cartagena      | 1 - 1 | Albacete Balompié   | Cartagonova        | 19 de noviembre | 18:30 | De la Fuente Ramos | 8157   |
| Villarreal C. F. "B" | 0 - 0 | F. C. Andorra       | La Cerámica        | 19 de noviembre | 18:30 | Guzmán Mansilla    | 5022   |
| Levante U. D.        | 2 - 4 | Racing de Santander | Ciutat de València | 20 de noviembre | 21:00 | Galech Apezteguía  | 12 691 |

| S. D. Huesca        | 0 - 1 | Real Valladolid      | El Alcoraz                | 24 de noviembre | 21:00 | Ais Reig             | 9128   |
| Racing de Santander | 2 - 0 | Villarreal C. F. "B" | El Sardinero              | 25 de noviembre | 16:15 | Milla Alvendiz       | 11 739 |
| Burgos C. F.        | 0 - 0 | F. C. Andorra        | El Plantío                | 25 de noviembre | 16:15 | Caparros Hernández   | 8531   |
| Albacete Balompié   | 1 - 0 | Real Zaragoza        | Carlos Belmonte           | 25 de noviembre | 18:30 | Orellana Cid         | 10 571 |
| S. D. Eibar         | 3 - 1 | Levante U. D.        | Ipurúa                    | 25 de noviembre | 21:00 | Cordero Vega         | 5153   |
| C. D. Leganés       | 2 - 2 | Racing de Ferrol     | Butarque                  | 26 de noviembre | 14:00 | González Díaz        | 8704   |
| C. D. Mirandés      | 2 - 1 | Real Oviedo          | Anduva                    | 26 de noviembre | 16:15 | Fuentes Molina       | 3251   |
| Elche C. F.         | 2 - 0 | S. D. Amorebieta     | Martínez Valero           | 26 de noviembre | 16:15 | Arcediano Monescillo | 14 042 |
| C. D. Tenerife      | 1 - 1 | F. C. Cartagena      | Heliodoro Rodríguez López | 26 de noviembre | 18:30 | Cid Camacho          | 16 423 |
| R. C. D. Espanyol   | 2 - 0 | A. D. Alcorcón       | RCDE Stadium              | 26 de noviembre | 21:00 | Sánchez López        | 16 547 |
| Sporting de Gijón   | 2 - 0 | C. D. Eldense        | El Molinón                | 27 de noviembre | 21:00 | Ávalos Barrera       | 14 892 |

| Real Oviedo          | 2 - 0 | R. C. D. Espanyol   | Carlos Tartiere    | 1 de diciembre | 21:00 | Quintero González  | 13 023 |
| F. C. Cartagena      | 1 - 0 | Sporting de Gijón   | Cartagonova        | 2 de diciembre | 16:15 | López Toca         | 5702   |
| C. D. Eldense        | 0 - 3 | C. D. Tenerife      | Nuevo Pepico Amat  | 2 de diciembre | 16:15 | Moreno Aragón      | 3950   |
| Real Zaragoza        | 1 - 0 | C. D. Leganés       | La Romareda        | 2 de diciembre | 18:30 | Lax Franco         | 21 728 |
| Levante U. D.        | 2 - 1 | Real Valladolid     | Ciutat de València | 2 de diciembre | 21:00 | Guzmán Mansilla    | 12 978 |
| F. C. Andorra        | 1 - 0 | S. D. Huesca        | Estadi Nacional    | 3 de diciembre | 14:00 | Orellana Cid       | 2120   |
| A. D. Alcorcón       | 0 - 2 | Elche C. F.         | Santo Domingo      | 3 de diciembre | 16:15 | De la Fuente Ramos | 3545   |
| C. D. Mirandés       | 0 - 0 | Racing de Santander | Anduva             | 3 de diciembre | 18:30 | Ávalos Barrera     | 3527   |
| Racing de Ferrol     | 5 - 4 | Albacete Balompié   | A Malata           | 3 de diciembre | 18:30 | González Esteban   | 6008   |
| S. D. Amorebieta     | 0 - 1 | Burgos C. F.        | Lezama             | 3 de diciembre | 21:00 | Galech Apezteguía  | 1088   |
| Villarreal C. F. "B" | 1 - 0 | S. D. Eibar         | La Cerámica        | 4 de diciembre | 20:30 | Sesma Espinosa     | 1549   |

| Albacete Balompié   | 2 - 0 | Villarreal C. F. "B" | Carlos Belmonte           | 8 de diciembre  | 18:30 | Moreno Aragón        | 9823   |
| R. C. D. Espanyol   | 1 - 1 | Real Zaragoza        | RCDE Stadium              | 8 de diciembre  | 21:00 | Arcediano Monescillo | 21 993 |
| Real Valladolid     | 2 - 1 | S. D. Amorebieta     | José Zorrilla             | 9 de diciembre  | 16:15 | Sánchez López        | 15 467 |
| Sporting de Gijón   | 0 - 0 | Levante U. D.        | El Molinón                | 9 de diciembre  | 18:30 | Cid Camacho          | 19 640 |
| Burgos C. F.        | 0 - 0 | C. D. Mirandés       | El Plantío                | 9 de diciembre  | 21:00 | Ais Reig             | 9948   |
| Elche C. F.         | 1 - 2 | F. C. Cartagena      | Martínez Valero           | 10 de diciembre | 14:00 | Milla Alvendiz       | 15 452 |
| Racing de Santander | 2 - 2 | Real Oviedo          | El Sardinero              | 10 de diciembre | 16:15 | Caparrós Hernández   | 17 938 |
| S. D. Eibar         | 2 - 2 | F. C. Andorra        | Ipurúa                    | 10 de diciembre | 18:30 | Fuentes Molina       | 5493   |
| C. D. Leganés       | 1 - 1 | C. D. Eldense        | Butarque                  | 10 de diciembre | 18:30 | Guzmán Mansilla      | 7547   |
| S. D. Huesca        | 1 - 0 | Racing de Ferrol     | El Alcoraz                | 10 de diciembre | 21:00 | Galech Apezteguía    | 3745   |
| C. D. Tenerife      | 1 - 0 | A. D. Alcorcón       | Heliodoro Rodríguez López | 11 de diciembre | 21:00 | Quintero González    | 13 406 |

| Real Oviedo          | 3 - 2 | Elche C. F.         | Carlos Tartiere    | 15 de diciembre | 20:30 | Lax Franco         | 12 525 |
| C. D. Eldense        | 3 - 3 | Racing de Santander | Nuevo Pepico Amat  | 16 de diciembre | 14:00 | De la Fuente Ramos | 3638   |
| F. C. Andorra        | 1 - 1 | R. C. D. Espanyol   | Estadi Nacional    | 16 de diciembre | 16:15 | Sesma Espinosa     | 3020   |
| F. C. Cartagena      | 0 - 3 | Burgos C. F.        | Cartagonova        | 16 de diciembre | 18:30 | Orellana Cid       | 6822   |
| Sporting de Gijón    | 1 - 1 | C. D. Leganés       | El Molinón         | 16 de diciembre | 18:30 | González Esteban   | 20 035 |
| C. D. Mirandés       | 2 - 0 | Albacete Balompié   | Anduva             | 16 de diciembre | 21:00 | González Díaz      | 2064   |
| A. D. Alcorcón       | 1 - 0 | S. D. Eibar         | Santo Domingo      | 17 de diciembre | 14:00 | Trujillo Suárez    | 2782   |
| Levante U. D.        | 2 - 1 | S. D. Huesca        | Ciutat de València | 17 de diciembre | 16:15 | Quintero González  | 13 281 |
| S. D. Amorebieta     | 1 - 1 | Real Zaragoza       | Lezama             | 17 de diciembre | 18:30 | López Toca         | 1604   |
| Racing de Ferrol     | 3 - 1 | C. D. Tenerife      | A Malata           | 17 de diciembre | 21:00 | Ávalos Barrera     | 5831   |
| Villarreal C. F. "B" | 1 - 0 | Real Valladolid     | La Cerámica        | 18 de diciembre | 20:30 | González Francés   | 1196   |

| Albacete Balompié    | 1 - 1 | C. D. Eldense     | Carlos Belmonte | 19 de diciembre | 19:00 | Cid Camacho          | 10 018 |
| Racing de Santander  | 2 - 0 | F. C. Andorra     | El Sardinero    | 19 de diciembre | 19:00 | Ais Reig             | 12 729 |
| Elche C. F.          | 0 - 0 | C. D. Mirandés    | Martínez Valero | 19 de diciembre | 21:30 | Galech Apezteguía    | 9792   |
| R. C. D. Espanyol    | 3 - 3 | Burgos C. F.      | RCDE Stadium    | 19 de diciembre | 21:30 | Cordero Vega         | 13 474 |
| Real Zaragoza        | 2 - 2 | Levante U. D.     | La Romareda     | 20 de diciembre | 19:00 | Moreno Aragón        | 20 520 |
| S. D. Eibar          | 1 - 1 | Sporting de Gijón | Ipurúa          | 20 de diciembre | 21:30 | Sánchez López        | 4054   |
| C. D. Leganés        | 1 - 1 | C. D. Tenerife    | Butarque        | 20 de diciembre | 21:30 | Caparrós Hernández   | 6807   |
| S. D. Huesca         | 3 - 0 | F. C. Cartagena   | El Alcoraz      | 21 de diciembre | 19:00 | Guzmán Mansilla      | 5299   |
| Villarreal C. F. "B" | 1 - 1 | Real Oviedo       | La Cerámica     | 21 de diciembre | 19:00 | Arcediano Monescillo | 1792   |
| S. D. Amorebieta     | 1 - 2 | A. D. Alcorcón    | Lezama          | 21 de diciembre | 21:30 | Milla Alvendiz       | 890    |
| Real Valladolid      | 0 - 1 | Racing de Ferrol  | José Zorrilla   | 21 de diciembre | 21:30 | Fuentes Molina       | 13 711 |

| S. D. Eibar       | 2 - 0 | Racing de Santander  | Ipurúa                    | 12 de enero | 20:30 | Quintero González  | 5886   |
| A. D. Alcorcón    | 0 - 0 | C. D. Mirandés       | Santo Domingo             | 13 de enero | 14:00 | Sesma Espinosa     | 3265   |
| Levante U. D.     | 3 - 2 | Albacete Balompié    | Ciutat de València        | 13 de enero | 16:15 | Trujillo Suárez    | 15 487 |
| Real Oviedo       | 1 - 1 | S. D. Amorebieta     | Carlos Tartiere           | 13 de enero | 18:30 | De la Fuente Ramos | 16 307 |
| C. D. Tenerife    | 0 - 1 | Elche C. F.          | Heliodoro Rodríguez López | 13 de enero | 18:30 | González Esteban   | 17 061 |
| Burgos C. F.      | 1 - 0 | Real Valladolid      | El Plantío                | 13 de enero | 21:00 | López Toca         | 10 742 |
| Racing de Ferrol  | 0 - 0 | R. C. D. Espanyol    | A Malata                  | 13 de enero | 21:00 | Orellana Cid       | 7227   |
| F. C. Andorra     | 2 - 3 | C. D. Leganés        | Estadi Nacional           | 14 de enero | 14:00 | González Francés   | 1531   |
| F. C. Cartagena   | 4 - 1 | Villarreal C. F. "B" | Cartagonova               | 14 de enero | 16:15 | Ávalos Barrera     | 8154   |
| Sporting de Gijón | 0 - 0 | S. D. Huesca         | El Molinón                | 14 de enero | 16:15 | Lax Franco         | 19 471 |
| C. D. Eldense     | 1 - 1 | Real Zaragoza        | Nuevo Pepico Amat         | 15 de enero | 20:30 | González Díaz      | 3981   |

| Albacete Balompié   | 0 - 1 | A. D. Alcorcón       | Carlos Belmonte           | 20 de enero | 14:00 | Caparrós Hernández | 8923   |
| S. D. Amorebieta    | 0 - 2 | C. D. Eldense        | Lezama                    | 20 de enero | 16:15 | Moreno Aragón      | 927    |
| Real Zaragoza       | 2 - 0 | F. C. Andorra        | La Romareda               | 20 de enero | 16:15 | Cid Camacho        | 17 854 |
| R. C. D. Espanyol   | 2 - 1 | Villarreal C. F. "B" | RCDE Stadium              | 20 de enero | 18:30 | Sánchez López      | 18 249 |
| C. D. Tenerife      | 1 - 2 | Sporting de Gijón    | Heliodoro Rodríguez López | 20 de enero | 18:30 | Milla Alvendiz     | 16 230 |
| Racing de Ferrol    | 1 - 3 | Real Oviedo          | A Malata                  | 20 de enero | 21:00 | Cordero Vega       | 7595   |
| Racing de Santander | 0 - 2 | F. C. Cartagena      | El Sardinero              | 21 de enero | 14:00 | Fuentes Molina     | 14 257 |
| C. D. Mirandés      | 1 - 1 | Levante U. D.        | Anduva                    | 21 de enero | 16:15 | Guzmán Mansilla    | 2847   |
| S. D. Huesca        | 2 - 3 | S. D. Eibar          | El Alcoraz                | 21 de enero | 18:30 | Ais Reig           | 5011   |
| Elche C. F.         | 0 - 0 | Real Valladolid      | Martínez Valero           | 21 de enero | 21:00 | Lax Franco         | 12 334 |
| C. D. Leganés       | 2 - 0 | Burgos C. F.         | Butarque                  | 22 de enero | 20:30 | Galech Apezteguía  | 8297   |

| S. D. Eibar          | 1 – 0 | C. D. Mirandés      | Ipurúa             | 26 de enero | 20:30 | Lax Franco         | 5698   |
| A. D. Alcorcón       | 0 – 0 | Real Zaragoza       | Santo Domingo      | 27 de enero | 16:15 | Ávalos Barrera     | 3972   |
| F. C. Cartagena      | 1 – 0 | S. D. Amorebieta    | Cartagonova        | 27 de enero | 16:15 | González Francés   | 9997   |
| Real Oviedo          | 1 – 0 | C. D. Leganés       | Carlos Tartiere    | 27 de enero | 18:30 | Orellana Cid       | 19 626 |
| Levante U. D.        | 0 – 0 | C. D. Tenerife      | Ciutat de València | 27 de enero | 21:00 | López Toca         | 14 427 |
| C. D. Eldense        | 3 – 2 | R. C. D. Espanyol   | Nuevo Pepico Amat  | 28 de enero | 14:00 | González Esteban   | 5734   |
| F. C. Andorra        | 0 – 1 | Elche C. F.         | Estadi Nacional    | 28 de enero | 16:15 | De la Fuente Ramos | 2398   |
| Villarreal C. F. "B" | 1 – 1 | S. D. Huesca        | La Cerámica        | 28 de enero | 16:15 | González Díaz      | 2203   |
| Burgos C. F.         | 2 – 1 | Albacete Balompié   | El Plantío         | 28 de enero | 18:30 | Sesma Espinosa     | 10 437 |
| Sporting de Gijón    | 1 – 2 | Racing de Ferrol    | El Molinón         | 28 de enero | 21:00 | Quintero González  | 20 096 |
| Real Valladolid      | 3 – 1 | Racing de Santander | José Zorrilla      | 29 de enero | 20:30 | Trujillo Suárez    | 16 685 |

| Elche C. F.       | 2 - 0 | Burgos C. F.         | Martínez Valero           | 2 de febrero | 20:30 | Sánchez López        | 14 942 |
| Albacete Balompié | 1 - 1 | F. C. Cartagena      | Carlos Belmonte           | 3 de febrero | 14:00 | Galech Apezteguía    | 11 583 |
| C. D. Mirandés    | 3 - 0 | Villarreal C. F. "B" | Anduva                    | 3 de febrero | 16:15 | Moreno Aragón        | 2936   |
| S. D. Huesca      | 1 – 0 | A. D. Alcorcón       | El Alcoraz                | 3 de febrero | 16:15 | Cid Camacho          | 5279   |
| C. D. Leganés     | 0 - 0 | Real Valladolid      | Butarque                  | 3 de febrero | 18:30 | Cordero Vega         | 10 880 |
| C. D. Tenerife    | 0 - 0 | F. C. Andorra        | Heliodoro Rodríguez López | 3 de febrero | 21:00 | Fuentes Molina       | 14 706 |
| Racing de Ferrol  | 1 - 1 | S. D. Eibar          | A Malata                  | 4 de febrero | 14:00 | Milla Alvendiz       | 7472   |
| S. D. Amorebieta  | 0 - 1 | Racing de Santander  | Lezama                    | 4 de febrero | 16:15 | Caparrós Hernández   | 1766   |
| Real Oviedo       | 1 - 1 | C. D. Eldense        | Carlos Tartiere           | 4 de febrero | 16:15 | Guzmán Mansilla      | 20 056 |
| R. C. D. Espanyol | 2 - 1 | Levante U. D.        | RCDE Stadium              | 4 de febrero | 18:30 | Arcediano Monescillo | 19 524 |
| Real Zaragoza     | 3 - 0 | Sporting de Gijón    | La Romareda               | 5 de febrero | 20:30 | Ais Reig             | 21 147 |

| Levante U. D.        | 0 - 0 | C. D. Leganés     | Ciutat de València | 9 de febrero  | 20:30 | De la Fuente Ramos | 13 286 |
| S. D. Amorebieta     | 1 - 0 | Elche C. F.       | Lezama             | 10 de febrero | 16:15 | González Díaz      | 747    |
| C. D. Eldense        | 0 - 0 | S. D. Huesca      | Nuevo Pepico Amat  | 10 de febrero | 16:15 | González Francés   | 4005   |
| Sporting de Gijón    | 1 - 0 | Real Oviedo       | El Molinón         | 10 de febrero | 18:30 | González Esteban   | 26 794 |
| Racing de Santander  | 2 - 0 | R. C. D. Espanyol | El Sardinero       | 10 de febrero | 21:00 | Sesma Espinosa     | 13 512 |
| Villarreal C. F. "B" | 1 - 0 | C. D. Tenerife    | La Cerámica        | 11 de febrero | 14:00 | Quintero González  | 1141   |
| A. D. Alcorcón       | 1 - 0 | F. C. Andorra     | Santo Domingo      | 11 de febrero | 16:15 | Lax Franco         | 3188   |
| F. C. Cartagena      | 1 - 0 | C. D. Mirandés    | Cartagonova        | 11 de febrero | 16:15 | López Toca         | 10 455 |
| S. D. Eibar          | 1 - 0 | Real Zaragoza     | Ipurúa             | 11 de febrero | 18:30 | Trujillo Suárez    | 6265   |
| Burgos C. F.         | 2 - 0 | Racing de Ferrol  | El Plantío         | 11 de febrero | 21:00 | Ávalos Barrera     | 9723   |
| Real Valladolid      | 0 - 0 | Albacete Balompié | José Zorrilla      | 12 de febrero | 20:30 | Orellana Cid       | 17 414 |

| Real Zaragoza     | 1 - 2 | F. C. Cartagena      | La Romareda               | 16 de febrero | 20:30 | Caparrós Hernández   | 21 000 |
| F. C. Andorra     | 1 - 1 | Villarreal C. F. "B" | Estadi Nacional           | 17 de febrero | 16:15 | Cordero Vega         | 2319   |
| Real Oviedo       | 5 - 0 | Burgos C. F.         | Carlos Tartiere           | 17 de febrero | 16:15 | Ais Reig             | 17 813 |
| Sporting de Gijón | 1 - 1 | Real Valladolid      | El Molinón                | 17 de febrero | 18:30 | Galech Apezteguía    | 21 130 |
| R. C. D. Espanyol | 3 - 0 | C. D. Mirandés       | RCDE Stadium              | 17 de febrero | 21:00 | Milla Alvéndiz       | 16 797 |
| Albacete Balompié | 2 - 0 | Racing de Santander  | Carlos Belmonte           | 18 de febrero | 14:00 | Moreno Aragón        | 10 551 |
| Racing de Ferrol  | 0 - 0 | Levante U. D.        | A Malata                  | 18 de febrero | 16:15 | Cid Camacho          | 6 821  |
| C. D. Leganés     | 3 - 0 | A. D. Alcorcón       | Butarque                  | 18 de febrero | 16:15 | Fuentes Molina       | 10 114 |
| S. D. Huesca      | 0 - 0 | S. D. Amorebieta     | El Alcoraz                | 18 de febrero | 18:30 | Sánchez López        | 5 630  |
| Elche C. F.       | 0 - 0 | S. D. Eibar          | Martínez Valero           | 18 de febrero | 21:00 | Guzmán Mansilla      | 13 643 |
| C. D. Tenerife    | 1 - 0 | C. D. Eldense        | Heliodoro Rodríguez López | 19 de febrero | 20:30 | Arcediano Monescillo | 12 546 |

| Real Valladolid      | 3 - 0 | Real Oviedo       | José Zorrilla      | 23 de febrero | 20:30 | Ávalos Barrera     | 19 163 |
| Racing de Santander  | 2 - 1 | C. D. Leganés     | El Sardinero       | 24 de febrero | 16:15 | González Esteban   | 14 006 |
| S. D. Eibar          | 2 - 3 | R. C. D. Espanyol | Ipurúa             | 24 de febrero | 18:30 | Quintero González  | 6194   |
| Villarreal C. F. "B" | 0 - 0 | Real Zaragoza     | La Cerámica        | 24 de febrero | 18:30 | González Francés   | 6325   |
| C. D. Eldense        | 2 - 0 | Racing de Ferrol  | Nuevo Pepico Amat  | 25 de febrero | 14:00 | Lax Franco         | 5326   |
| A. D. Alcorcón       | 1 - 1 | C. D. Tenerife    | Santo Domingo      | 25 de febrero | 16:15 | González Díaz      | 3382   |
| Burgos C. F.         | 1 - 0 | Sporting de Gijón | El Plantío         | 25 de febrero | 16:15 | Guzmán Mansilla    | 11 083 |
| F. C. Cartagena      | 0 - 1 | Elche C. F.       | Cartagonova        | 25 de febrero | 18:30 | Trujillo Suárez    | 11 862 |
| S. D. Amorebieta     | 1 - 1 | Albacete Balompié | Lezama             | 25 de febrero | 21:00 | De la Fuente Ramos | 650    |
| C. D. Mirandés       | 0 - 3 | S. D. Huesca      | Anduva             | 26 de febrero | 20:30 | Orellana Cid       | 2079   |
| Levante U. D.        | 0 - 0 | F. C. Andorra     | Ciutat de València | 13 de marzo   | 19:00 | Sesma Espinosa     | 12 005 |

| Sporting de Gijón | 2 - 1 | Albacete Balompié    | El Molinón                | 1 de marzo | 20:30 | Caparrós Hernández   | 16 790 |
| C. D. Eldense     | 2 - 0 | Villarreal C. F. "B" | Nuevo Pepico Amat         | 2 de marzo | 14:00 | Cid Camacho          | 5617   |
| R. C. D. Espanyol | 0 - 0 | S. D. Huesca         | RCDE Stadium              | 2 de marzo | 16:15 | Ais Reig             | 22 472 |
| Racing de Ferrol  | 2 - 2 | Racing de Santander  | A Malata                  | 2 de marzo | 16:15 | Sánchez López        | 6229   |
| Real Oviedo       | 3 - 2 | Levante U. D.        | Carlos Tartiere           | 2 de marzo | 18:30 | Galech Apezteguía    | 14 318 |
| Burgos C. F.      | 3 - 0 | F. C. Cartagena      | El Plantío                | 2 de marzo | 21:00 | Fuentes Molina       | 8743   |
| F. C. Andorra     | 2 - 1 | Real Valladolid      | Estadi Nacional           | 3 de marzo | 14:00 | González Francés     | 2014   |
| C. D. Tenerife    | 2 - 1 | C. D. Mirandés       | Heliodoro Rodríguez López | 3 de marzo | 16:15 | Moreno Aragón        | 13 692 |
| Real Zaragoza     | 0 - 1 | S. D. Amorebieta     | La Romareda               | 3 de marzo | 18:30 | Milla Alvendiz       | 21 235 |
| C. D. Leganés     | 0 - 2 | S. D. Eibar          | Butarque                  | 3 de marzo | 21:00 | Arcediano Monescillo | 9015   |
| Elche C. F.       | 3 - 0 | A. D. Alcorcón       | Martínez Valero           | 4 de marzo | 20:30 | Cordero Vega         | 14 387 |

| S. D. Huesca         | 2 - 0 | F. C. Andorra     | El Alcoraz         | 8 de marzo  | 20:30 | González Díaz      | 4900   |
| Albacete Balompié    | 1 - 2 | Real Oviedo       | Carlos Belmonte    | 9 de marzo  | 16:15 | González Francés   | 7318   |
| Real Valladolid      | 2 - 0 | Real Zaragoza     | José Zorrilla      | 9 de marzo  | 18:30 | Quintero González  | 15 787 |
| C. D. Mirandés       | 3 - 1 | C. D. Eldense     | Anduva             | 9 de marzo  | 18:30 | Trujillo Suárez    | 2687   |
| F. C. Cartagena      | 2 - 1 | Racing de Ferrol  | Cartagonova        | 9 de marzo  | 21:00 | Guzmán Mansilla    | 6796   |
| Racing de Santander  | 4 - 2 | C. D. Tenerife    | El Sardinero       | 10 de marzo | 14:00 | De la Fuente Ramos | 13 382 |
| Levante U. D.        | 1 - 0 | Sporting de Gijón | Ciutat de València | 10 de marzo | 16:15 | Orellana Cid       | 12 704 |
| Villarreal C. F. "B" | 0 - 1 | Elche C. F.       | La Cerámica        | 10 de marzo | 16:15 | Ávalos Barrera     | 3715   |
| S. D. Eibar          | 0 - 1 | Burgos C. F.      | Ipurúa             | 10 de marzo | 18:30 | Sesma Espinosa     | 6425   |
| A. D. Alcorcón       | 1 - 1 | R. C. D. Espanyol | Santo Domingo      | 10 de marzo | 21:00 | González Esteban   | 2521   |
| S. D. Amorebieta     | 0 - 1 | C. D. Leganés     | Lezama             | 11 de marzo | 20:30 | Lax Franco         | 927    |

| C. D. Eldense     | 0 - 0 | F. C. Cartagena      | Nuevo Pepico Amat         | 15 de marzo | 20:30 | Cordero Vega         | 5632   |
| Burgos C. F.      | 1 - 1 | Levante U. D.        | El Plantío                | 16 de marzo | 14:00 | Sánchez López        | 9753   |
| S. D. Eibar       | 2 - 0 | Villarreal C. F. "B" | Ipurúa                    | 16 de marzo | 16:15 | Moreno Aragón        | 5318   |
| Real Oviedo       | 1 - 1 | Racing de Santander  | Carlos Tartiere           | 16 de marzo | 18:30 | Fuentes Molina       | 23 432 |
| C. D. Tenerife    | 0 - 0 | S. D. Huesca         | Heliodoro Rodríguez López | 16 de marzo | 18:30 | Cid Camacho          | 12 799 |
| Sporting de Gijón | 1 - 0 | A. D. Alcorcón       | El Molinón                | 16 de marzo | 21:00 | Ais Reig             | 18 390 |
| C. D. Leganés     | 4 - 0 | C. D. Mirandés       | Butarque                  | 17 de marzo | 14:00 | Caparrós Hernández   | 9400   |
| Racing de Ferrol  | 2 - 0 | Real Valladolid      | A Malata                  | 17 de marzo | 16:15 | Milla Alvendiz       | 6824   |
| Elche C. F.       | 3 - 2 | Albacete Balompié    | Martínez Valero           | 17 de marzo | 18:30 | Sesma Espinosa       | 24 210 |
| Real Zaragoza     | 0 - 1 | R. C. D. Espanyol    | La Romareda               | 17 de marzo | 18:30 | Arcediano Monescillo | 29 468 |
| F. C. Andorra     | 0 - 1 | S. D. Amorebieta     | Estadi Nacional           | 18 de marzo | 20:30 | Galech Apezteguía    | 2034   |

| A. D. Alcorcón       | 1 - 0 | Real Oviedo       | Santo Domingo      | 23 de marzo | 16:15 | Quintero González  | 3823   |
| F. C. Cartagena      | 1 - 0 | F. C. Andorra     | Cartagonova        | 23 de marzo | 18:30 | González Esteban   | 9555   |
| Villarreal C. F. "B" | 1 - 2 | C. D. Leganés     | La Cerámica        | 23 de marzo | 18:30 | Guzmán Mansilla    | 3031   |
| R. C. D. Espanyol    | 1 - 1 | C. D. Tenerife    | RCDE Stadium       | 23 de marzo | 21:00 | Orellana Cid       | 21 159 |
| S. D. Amorebieta     | 3 - 1 | Sporting de Gijón | Lezama             | 24 de marzo | 14:00 | Trujillo Suárez    | 1720   |
| S. D. Huesca         | 3 - 0 | Burgos C. F.      | El Alcoraz         | 24 de marzo | 16:15 | González Francés   | 5997   |
| Real Valladolid      | 3 - 1 | S. D. Eibar       | José Zorrilla      | 24 de marzo | 16:15 | Lax Franco         | 20 286 |
| C. D. Mirandés       | 0 - 0 | Real Zaragoza     | Anduva             | 24 de marzo | 18:30 | González Díaz      | 3627   |
| Levante U. D.        | 3 - 2 | Elche C. F.       | Ciutat de València | 24 de marzo | 18:30 | De la Fuente Ramos | 15 134 |
| Racing de Santander  | 2 - 1 | C. D. Eldense     | El Sardinero       | 24 de marzo | 21:00 | Milla Alvendiz     | 18 603 |
| Albacete Balompié    | 1 - 1 | Racing de Ferrol  | Carlos Belmonte    | 25 de marzo | 20:30 | López Toca         | 7331   |

| Burgos C. F.      | 0 – 0 | R. C. D. Espanyol    | El Plantío      | 29 de marzo | 20:30 | Cordero Vega         | 10 822 |
| Real Valladolid   | 0 – 0 | Levante U. D.        | José Zorrilla   | 30 de marzo | 14:00 | Moreno Aragón        | 14 218 |
| F. C. Andorra     | 1 – 0 | C. D. Mirandés       | Estadi Nacional | 30 de marzo | 16:15 | Sánchez López        | 2004   |
| S. D. Eibar       | 5 – 1 | C. D. Eldense        | Ipurúa          | 30 de marzo | 16:15 | Cid Camacho          | 4113   |
| C. D. Leganés     | 0 – 0 | F. C. Cartagena      | Butarque        | 30 de marzo | 16:15 | Ais Reig             | 7191   |
| Albacete Balompié | 1 – 1 | S. D. Huesca         | Carlos Belmonte | 30 de marzo | 18:30 | Fuentes Molina       | 7187   |
| Sporting de Gijón | 2 – 3 | Racing de Santander  | El Molinón      | 30 de marzo | 18:30 | Arcediano Monescillo | 22 972 |
| A. D. Alcorcón    | 1 – 1 | S. D. Amorebieta     | Santo Domingo   | 31 de marzo | 14:00 | Sesma Espinosa       | 2709   |
| Racing de Ferrol  | 1 – 0 | Elche C. F.          | A Malata        | 31 de marzo | 16:15 | Galech Apezteguía    | 6898   |
| Real Zaragoza     | 3 – 1 | C. D. Tenerife       | La Romareda     | 31 de marzo | 16:15 | Caparrós Hernández   | 18 614 |
| Real Oviedo       | 2 – 1 | Villarreal C. F. "B" | Carlos Tartiere | 31 de marzo | 18:30 | Trujillo Suárez      | 22 121 |

| S. D. Amorebieta     | 3 – 1 | Racing de Ferrol  | Lezama                    | 5 de abril | 20:30 | Ávalos Barrera     | 1344   |
| Elche C. F.          | 0 – 2 | Real Oviedo       | Martínez Valero           | 5 de abril | 20:30 | Orellana Cid       | 19 270 |
| C. D. Eldense        | 0 – 2 | F. C. Andorra     | Nuevo Pepico Amat         | 6 de abril | 16:15 | López Toca         | 4300   |
| Levante U. D.        | 2 – 1 | Real Zaragoza     | Ciutat de València        | 6 de abril | 18:30 | Guzmán Mansilla    | 16 360 |
| S. D. Huesca         | 0 – 0 | C. D. Leganés     | El Alcoraz                | 7 de abril | 14:00 | Milla Alvendiz     | 6228   |
| C. D. Mirandés       | 1 – 3 | Sporting de Gijón | Anduva                    | 7 de abril | 16:15 | González Esteban   | 4002   |
| Villarreal C. F. "B" | 2 – 1 | Burgos C. F.      | La Cerámica               | 7 de abril | 16:15 | González Díaz      | 1814   |
| R. C. D. Espanyol    | 2 – 0 | Albacete Balompié | RCDE Stadium              | 7 de abril | 18:30 | De la Fuente Ramos | 23 233 |
| C. D. Tenerife       | 2 – 1 | S. D. Eibar       | Heliodoro Rodríguez López | 7 de abril | 18:30 | Quintero González  | 15 081 |
| F. C. Cartagena      | 0 – 2 | Real Valladolid   | Cartagonova               | 7 de abril | 21:00 | González Francés   | 8758   |
| Racing de Santander  | 0 – 1 | A. D. Alcorcón    | El Sardinero              | 8 de abril | 20:30 | Lax Franco         | 15 872 |

| C. D. Leganés     | 0 – 0 | R. C. D. Espanyol    | Butarque           | 12 de abril | 20:30 | Trujillo Suárez      | 11 573 |
| Sporting de Gijón | 1 – 0 | F. C. Cartagena      | El Molinón         | 13 de abril | 16:15 | Sesma Espinosa       | 19 594 |
| Real Valladolid   | 1 – 0 | C. D. Eldense        | José Zorrilla      | 13 de abril | 18:30 | Galech Apezteguía    | 18 009 |
| Levante U. D.     | 1 – 2 | S. D. Amorebieta     | Ciutat de València | 13 de abril | 21:00 | Cid Camacho          | 17 240 |
| Real Oviedo       | 1 – 1 | C. D. Mirandés       | Carlos Tartiere    | 14 de abril | 14:00 | Arcediano Monescillo | 21 975 |
| Albacete Balompié | 1 – 0 | C. D. Tenerife       | Carlos Belmonte    | 14 de abril | 16:15 | Ais Reig             | 12 468 |
| F. C. Andorra     | 0 – 2 | S. D. Eibar          | Estadi Nacional    | 14 de abril | 16:15 | Fuentes Molina       | 2463   |
| Burgos C. F.      | 2 – 1 | Racing de Santander  | El Plantío         | 14 de abril | 18:30 | Caparrós Hernández   | 11 314 |
| Real Zaragoza     | 1 – 1 | Elche C. F.          | La Romareda        | 14 de abril | 18:30 | Cordero Vega         | 24 407 |
| Racing de Ferrol  | 2 – 1 | S. D. Huesca         | A Malata           | 14 de abril | 21:00 | Moreno Aragón        | 6421   |
| A. D. Alcorcón    | 1 – 0 | Villarreal C. F. "B" | Santo Domingo      | 15 de abril | 20:30 | Sánchez López        | 4201   |

| C. D. Tenerife       | 0 – 0 | C. D. Leganés     | Heliodoro Rodríguez López | 19 de abril | 20:30 | González Esteban   | 13 303 |
| S. D. Amorebieta     | 0 – 3 | Real Valladolid   | Lezama                    | 20 de abril | 14:00 | Orellana Cid       | 1846   |
| Villarreal C. F. "B" | 1 – 0 | Racing de Ferrol  | La Cerámica               | 20 de abril | 16:15 | Milla Alvendiz     | 1640   |
| Racing de Santander  | 0 – 0 | Levante U. D.     | El Sardinero              | 20 de abril | 16:15 | González Francés   | 19 203 |
| Elche C. F.          | 2 – 1 | Sporting de Gijón | Martínez Valero           | 20 de abril | 18:30 | Quintero González  | 16 771 |
| S. D. Huesca         | 1 – 2 | Real Zaragoza     | El Alcoraz                | 20 de abril | 21:00 | Ávalos Barrera     | 8181   |
| R. C. D. Espanyol    | 1 – 1 | F. C. Andorra     | RCDE Stadium              | 21 de abril | 14:00 | González Díaz      | 24 644 |
| C. D. Eldense        | 0 – 1 | Albacete Balompié | Nuevo Pepico Amat         | 21 de abril | 16:15 | Lax Franco         | 5776   |
| S. D. Eibar          | 2 – 0 | A. D. Alcorcón    | Ipurúa                    | 21 de abril | 16:15 | Guzmán Mansilla    | 6184   |
| C. D. Mirandés       | 2 – 1 | Burgos C. F.      | Anduva                    | 21 de abril | 18:30 | López Toca         | 4418   |
| F. C. Cartagena      | 2 – 0 | Real Oviedo       | Cartagonova               | 22 de abril | 20:30 | De la Fuente Ramos | 7654   |

| F. C. Andorra     | 1 - 1 | Racing de Santander  | Estadi Nacional    | 26 de abril | 20:30 | Cid Camacho          | 2065   |
| C. D. Leganés     | 1 - 1 | Real Zaragoza        | Butarque           | 27 de abril | 16:15 | Arcediano Monescillo | 9719   |
| Burgos C. F.      | 2 - 2 | S. D. Amorebieta     | El Plantío         | 27 de abril | 16:15 | Fuentes Molina       | 8737   |
| Elche C. F.       | 2 - 2 | R. C. D. Espanyol    | Martínez Valero    | 27 de abril | 18:30 | Moreno Aragón        | 21 009 |
| Sporting de Gijón | 0 - 3 | Villarreal C. F. "B" | El Molinón         | 28 de abril | 14:00 | Galech Apezteguía    | 20 281 |
| A. D. Alcorcón    | 0 - 0 | C. D. Eldense        | Santo Domingo      | 28 de abril | 16:15 | Trujillo Suárez      | 4280   |
| Real Oviedo       | 0 - 1 | C. D. Tenerife       | Carlos Tartiere    | 28 de abril | 16:15 | Sánchez López        | 19 875 |
| Levante U. D.     | 0 - 1 | F. C. Cartagena      | Ciutat de València | 28 de abril | 18:30 | Cordero Vega         | 16 141 |
| Real Valladolid   | 2 - 1 | S. D. Huesca         | José Zorrilla      | 28 de abril | 18:30 | Caparrós Hernández   | 19 225 |
| Albacete Balompié | 2 - 1 | S. D. Eibar          | Carlos Belmonte    | 28 de abril | 21:00 | Sesma Espinosa       | 11 033 |
| Racing de Ferrol  | 0 - 2 | C. D. Mirandés       | A Malata           | 29 de abril | 20:30 | Ais Reig             | 6159   |

| Villarreal C. F. "B" | 0 – 3 | Levante U. D.     | La Cerámica               | 3 de mayo | 20:30 | López Toca         | 9467   |
| C. D. Mirandés       | 0 – 1 | Real Valladolid   | Anduva                    | 4 de mayo | 14:00 | Guzmán Mansilla    | 4042   |
| S. D. Huesca         | 0 – 2 | Real Oviedo       | El Alcoraz                | 4 de mayo | 16:15 | González Francés   | 6607   |
| Racing de Santander  | 3 – 1 | Elche C. F.       | El Sardinero              | 4 de mayo | 18:30 | González Esteban   | 19 255 |
| F. C. Cartagena      | 1 – 0 | A. D. Alcorcón    | Cartagonova               | 4 de mayo | 21:00 | Quintero González  | 9798   |
| S. D. Eibar          | 5 – 0 | S. D. Amorebieta  | Ipurúa                    | 5 de mayo | 14:00 | Ávalos Barrera     | 6248   |
| R. C. D. Espanyol    | 0 – 0 | Sporting de Gijón | RCDE Stadium              | 5 de mayo | 16:15 | Milla Alvendiz     | 25 015 |
| F. C. Andorra        | 0 – 1 | Albacete Balompié | Estadi Nacional           | 5 de mayo | 16:15 | Orellana Cid       | 2414   |
| C. D. Eldense        | 1 – 2 | C. D. Leganés     | Nuevo Pepico Amat         | 5 de mayo | 18:30 | De la Fuente Ramos | 5136   |
| Real Zaragoza        | 1 – 3 | Burgos C. F.      | La Romareda               | 5 de mayo | 18:30 | Lax Franco         | 23 332 |
| C. D. Tenerife       | 2 – 0 | Racing de Ferrol  | Heliodoro Rodríguez López | 5 de mayo | 21:00 | González Díaz      | 12 369 |

| Burgos C. F.        | 1 – 2 | C. D. Eldense        | El Plantío         | 10 de mayo | 20:30 | Sesma Espinosa       | 10 468 |
| Racing de Santander | 1 – 0 | C. D. Mirandés       | El Sardinero       | 11 de mayo | 14:00 | Fuentes Molina       | 19 883 |
| Racing de Ferrol    | 2 – 1 | A. D. Alcorcón       | A Malata           | 11 de mayo | 16:15 | Cid Camacho          | 6018   |
| Sporting de Gijón   | 5 – 2 | F. C. Andorra        | El Molinón         | 11 de mayo | 16:15 | Sánchez López        | 19 146 |
| Real Valladolid     | 0 – 0 | R. C. D. Espanyol    | José Zorrilla      | 11 de mayo | 18:30 | Cordero Vega         | 23 450 |
| Levante U. D.       | 2 – 2 | S. D. Eibar          | Ciutat de València | 11 de mayo | 21:00 | Arcediano Monescillo | 15 651 |
| S. D. Amorebieta    | 2 – 0 | Villarreal C. F. "B" | Lezama             | 12 de mayo | 14:00 | Trujillo Suárez      | 1144   |
| Real Oviedo         | 1 – 0 | Real Zaragoza        | Carlos Tartiere    | 12 de mayo | 16:15 | Ais Reig             | 22 685 |
| Albacete Balompié   | 1 – 0 | C. D. Leganés        | Carlos Belmonte    | 12 de mayo | 18:30 | Caparrós Hernández   | 15 074 |
| F. C. Cartagena     | 2 – 0 | C. D. Tenerife       | Cartagonova        | 12 de mayo | 18:30 | Moreno Aragón        | 10 867 |
| Elche C. F.         | 0 – 3 | S. D. Huesca         | Martínez Valero    | 12 de mayo | 21:00 | Galech Apezteguía    | 15 370 |

| C. D. Mirandés       | 1 - 1 | Elche C. F.         | Anduva                    | 17 de mayo | 20:30 | Ávalos Barrera     | 3 648  |
| F. C. Andorra        | 1 - 0 | Burgos C. F.        | Estadi Nacional           | 18 de mayo | 14:00 | Milla Alvendiz     | 1 210  |
| S. D. Huesca         | 0 - 3 | Racing de Santander | El Alcoraz                | 18 de mayo | 16:15 | González Díaz      | 6 758  |
| C. D. Leganés        | 2 - 1 | Sporting de Gijón   | Butarque                  | 18 de mayo | 16:15 | Orellana Cid       | 11 306 |
| C. D. Eldense        | 0 - 0 | Levante U. D.       | Nuevo Pepico Amat         | 18 de mayo | 21:00 | Quintero González  | 5 486  |
| C. D. Tenerife       | 0 - 1 | S. D. Amorebieta    | Heliodoro Rodríguez López | 18 de mayo | 21:00 | De la Fuente Ramos | 10 284 |
| S. D. Eibar          | 1 - 0 | F. C. Cartagena     | Ipurúa                    | 19 de mayo | 14:00 | López Toca         | 6 246  |
| A. D. Alcorcón       | 1 - 1 | Real Valladolid     | Santo Domingo             | 19 de mayo | 16:15 | González Francés   | 4 177  |
| Real Zaragoza        | 2 - 2 | Racing de Ferrol    | La Romareda               | 19 de mayo | 21:00 | Guzmán Mansilla    | 18 122 |
| Villarreal C. F. "B" | 2 - 2 | Albacete Balompié   | La Cerámica               | 20 de mayo | 20:30 | González Esteban   | 3 538  |
| R. C. D. Espanyol    | 2 - 1 | Real Oviedo         | RCDE Stadium              | 20 de mayo | 20:30 | Lax Franco         | 23 330 |

| Albacete Balompié   | 2 – 2  | C. D. Mirandés        | Carlos Belmonte    | 26 de mayo | 18:30 | Cordero Vega         | 12 516 |
| S. D. Amorebieta    | 0 – 0  | (P) R. C. D. Espanyol | Lezama             | 26 de mayo | 18:30 | Arcediano Monescillo | 2 924  |
| Burgos C. F.        | 1 – 1  | C. D. Tenerife        | El Plantío         | 26 de mayo | 18:30 | Caparrós Hernández   | 9 432  |
| F. C. Cartagena     | 0 – 2] | S. D. Huesca          | Cartagonova        | 26 de mayo | 18:30 | Ais Reig             | 7 934  |
| Elche C. F.         | 1 – 2  | C. D. Eldense         | Martínez Valero    | 26 de mayo | 18:30 | Cid Camacho          | 21 186 |
| Racing de Ferrol    | 2 – 2  | C. D. Leganés         | A Malata           | 26 de mayo | 18:30 | Fuentes Molina       | 9 026  |
| Racing de Santander | 0 – 2  | Real Zaragoza         | El Sardinero       | 26 de mayo | 18:30 | Galech Apezteguía    | 21 036 |
| Levante U. D.       | 2 – 2  | A. D. Alcorcón        | Ciutat de València | 26 de mayo | 18:30 | Sánchez López        | 13 854 |
| Real Oviedo         | 3 – 0  | F. C. Andorra         | Carlos Tartiere    | 26 de mayo | 18:30 | Trujillo Suárez      | 26 795 |
| Sporting de Gijón   | 1 – 0  | S. D. Eibar           | El Molinón         | 26 de mayo | 18:30 | Moreno Aragón        | 24 816 |
| Real Valladolid     | 3 – 2  | Villarreal C. F. "B"  | José Zorrilla      | 26 de mayo | 18:30 | Sesma Espinosa       | 24 765 |

| A. D. Alcorcón       | 1 – 1 | Burgos C. F.        | Santo Domingo             | 2 de junio | 16:15 | González Díaz      | 2318   |
| F. C. Andorra        | 1 - 0 | Racing de Ferrol    | Estadi Nacional           | 2 de junio | 16:15 | González Francés   | 1120   |
| S. D. Huesca         | 0 - 0 | Levante U. D.       | El Alcoraz                | 2 de junio | 16:15 | González Esteban   | 5034   |
| S. D. Eibar          | 4 - 3 | Real Oviedo         | Ipurúa                    | 2 de junio | 18:30 | Guzmán Mansilla    | 7588   |
| C. D. Leganés (C)    | 2 - 0 | Elche C. F.         | Butarque                  | 2 de junio | 18:30 | Milla Alvendiz     | 12 083 |
| C. D. Eldense        | 0 - 1 | Sporting de Gijón   | Nuevo Pepico Amat         | 2 de junio | 18:30 | Lax Franco         | 5776   |
| C. D. Tenerife       | 2 - 1 | Real Valladolid     | Heliodoro Rodríguez López | 2 de junio | 18:30 | Ávalos Barrera     | 11 047 |
| R. C. D. Espanyol    | 3 - 0 | F. C. Cartagena     | RCDE Stadium              | 2 de junio | 18:30 | De la Fuente Ramos | 19 029 |
| C. D. Mirandés       | 1 – 0 | S. D. Amorebieta    | Anduva                    | 2 de junio | 18:30 | Orellana Cid       | 5049   |
| Villarreal C. F. "B" | 1 - 0 | Racing de Santander | La Cerámica               | 2 de junio | 18:30 | Quintero González  | 3323   |
| Real Zaragoza        | 1 – 1 | Albacete Balompié   | La Romareda               | 2 de junio | 21:00 | López Toca         | 22 138 |

### Tabla de resultados cruzados
| Local \ Visitante | ALB | ALC | AMO | AND | BUR | CAR | EIB | ELC | ELD | ESP | HUE | LEG | LEV | MIR | FER | RAC | OVI | SPO | TEN | VLL | VIL | ZAR |
| ----------------- | --- | --- | --- | --- | --- | --- | --- | --- | --- | --- | --- | --- | --- | --- | --- | --- | --- | --- | --- | --- | --- | --- |
| Albacete          | —   | 0–1 | 2–2 | 3–1 | 2–1 | 1–1 | 2–1 | 1–1 | 1–1 | 1–1 | 1–1 | 1–0 | 0–2 | 2–2 | 1–1 | 2–0 | 1–2 | 1–3 | 1–0 | 2–0 | 2–0 | 1–0 |
| Alcorcón          | 1–2 | —   | 1–1 | 1–0 | 1–1 | 1–1 | 1–0 | 0–2 | 0–0 | 1–1 | 0–2 | 0–2 | 0–2 | 0–0 | 1–1 | 3–1 | 1–0 | 0–0 | 1–1 | 1–1 | 1–0 | 0–0 |
| Amorebieta        | 1–1 | 1–2 | —   | 3–0 | 0–1 | 0–0 | 1–2 | 1–0 | 0–2 | 0–0 | 0–1 | 0–1 | 1–1 | 2–0 | 3–1 | 0–1 | 0–0 | 3–1 | 2–0 | 0–3 | 2–0 | 1–1 |
| Andorra           | 0–1 | 2–0 | 0–1 | —   | 1–0 | 3–2 | 1–2 | 0–1 | 1–3 | 1–1 | 1–0 | 2–3 | 2–0 | 1–0 | 1–0 | 1–1 | 1–0 | 0–0 | 0–1 | 2–1 | 1–1 | 0–1 |
| Burgos            | 2–1 | 4–2 | 2–2 | 0–0 | —   | 3–0 | 1–0 | 4–0 | 1–2 | 0–0 | 1–1 | 1–0 | 1–1 | 0–0 | 2–0 | 2–1 | 1–0 | 1–0 | 1–1 | 1–0 | 3–2 | 1–1 |
| Cartagena         | 0–0 | 1–0 | 1–0 | 1–0 | 0–3 | —   | 1–2 | 0–1 | 0–1 | 0–2 | 0–2 | 0–3 | 0–1 | 1–0 | 2–1 | 2–3 | 2–0 | 1–0 | 2–0 | 0–2 | 4–1 | 1–3 |
| Eibar             | 1–1 | 2–0 | 5–0 | 2–2 | 0–1 | 1–0 | —   | 2–1 | 5–1 | 2–3 | 1–1 | 0–1 | 3–1 | 1–0 | 2–0 | 2–0 | 4–3 | 1–1 | 3–0 | 5–1 | 2–0 | 1–0 |
| Elche             | 3–2 | 3–0 | 2–0 | 2–1 | 2–0 | 1–2 | 0–0 | —   | 1–2 | 2–2 | 0–3 | 1–0 | 0–0 | 0–0 | 0–1 | 1–1 | 0–2 | 2–1 | 2–1 | 0–0 | 1–0 | 2–0 |
| Eldense           | 0–1 | 2–2 | 2–0 | 0–2 | 2–0 | 0–0 | 2–1 | 1–1 | —   | 3–2 | 0–0 | 1–2 | 0–0 | 2–2 | 2–0 | 3–3 | 1–3 | 0–1 | 0–3 | 0–1 | 2–0 | 1–1 |
| Espanyol          | 2–0 | 2–0 | 3–2 | 1–1 | 3–3 | 3–0 | 2–2 | 2–0 | 3–3 | —   | 0–0 | 0–1 | 2–1 | 3–0 | 3–0 | 2–0 | 2–1 | 0–0 | 1–1 | 2–0 | 2–1 | 1–1 |
| Huesca            | 0–0 | 1–0 | 0–0 | 2–0 | 3–0 | 3–0 | 2–3 | 0–1 | 0–1 | 1–1 | —   | 0–0 | 0–0 | 1–1 | 1–0 | 0–3 | 0–2 | 0–1 | 0–2 | 0–1 | 2–2 | 1–2 |
| Leganés           | 2–0 | 3–0 | 6–0 | 0–1 | 2–0 | 0–0 | 0–2 | 3–2 | 1–1 | 0–0 | 2–0 | —   | 2–1 | 4–0 | 2–2 | 2–1 | 0–0 | 2–1 | 1–1 | 0–0 | 1–0 | 1–1 |
| Levante           | 3–2 | 2–2 | 1–2 | 0–0 | 3–2 | 0–1 | 2–2 | 3–2 | 2–0 | 1–4 | 2–1 | 0–0 | —   | 2–2 | 1–0 | 2–4 | 1–1 | 1–0 | 0–0 | 2–1 | 1–1 | 2–1 |
| Mirandés          | 2–0 | 4–0 | 1–0 | 4–3 | 2–1 | 2–1 | 1–3 | 1–1 | 3–1 | 0–1 | 0–3 | 1–3 | 1–1 | —   | 1–2 | 0–0 | 2–1 | 1–3 | 1–1 | 0–1 | 3–0 | 0–0 |
| R. Ferrol         | 5–4 | 2–1 | 1–0 | 1–0 | 1–1 | 1–1 | 1–1 | 1–0 | 1–1 | 0–0 | 2–1 | 2–2 | 0–0 | 0–2 | —   | 2–2 | 1–3 | 2–0 | 3–1 | 2–0 | 2–2 | 1–0 |
| Racing            | 2–1 | 0–1 | 1–0 | 2–0 | 3–0 | 0–2 | 4–0 | 3–1 | 2–1 | 2–0 | 0–0 | 2–1 | 0–0 | 1–0 | 1–3 | —   | 2–2 | 3–2 | 4–2 | 2–3 | 2–0 | 0–2 |
| Oviedo            | 3–0 | 2–0 | 1–1 | 3–0 | 5–0 | 1–1 | 2–1 | 3–2 | 1–1 | 2–0 | 1–0 | 1–0 | 3–2 | 1–1 | 1–1 | 1–1 | —   | 0–0 | 0–1 | 0–1 | 2–1 | 1–0 |
| Sporting          | 2–1 | 1–0 | 1–1 | 5–2 | 2–1 | 1–0 | 1–0 | 2–0 | 2–0 | 2–0 | 0–0 | 1–1 | 0–0 | 3–0 | 1–2 | 2–3 | 1–0 | —   | 2–1 | 1–1 | 0–3 | 2–2 |
| Tenerife          | 2–0 | 1–0 | 0–1 | 0–0 | 2–1 | 1–1 | 2–1 | 0–1 | 1–0 | 1–0 | 0–0 | 0–0 | 0–0 | 2–1 | 2–0 | 2–0 | 1–0 | 1–2 | —   | 2–1 | 0–1 | 0–1 |
| Valladolid        | 0–0 | 0–2 | 2–1 | 2–0 | 3–0 | 1–0 | 3–1 | 1–1 | 1–0 | 0–0 | 2–1 | 1–1 | 0–0 | 3–2 | 0–1 | 3–1 | 3–0 | 2–0 | 2–0 | —   | 3–2 | 2–0 |
| Villarreal B      | 2–2 | 2–2 | 3–1 | 0–0 | 2–1 | 1–2 | 1–0 | 0–1 | 3–1 | 3–1 | 1–1 | 1–2 | 0–3 | 0–3 | 1–0 | 1–0 | 1–1 | 0–3 | 1–0 | 1–0 | —   | 0–0 |
| Zaragoza          | 1–1 | 0–2 | 0–1 | 2–0 | 1–3 | 1–2 | 2–3 | 1–1 | 2–0 | 0–1 | 0–2 | 1–0 | 2–2 | 0–1 | 2–2 | 1–1 | 0–0 | 3–0 | 3–1 | 1–0 | 2–0 | —   |

## Playoff de ascenso a Primera División

### Clasificados
- S. D. Eibar
- R. C. D. Espanyol
- Sporting de Gijón
- Real Oviedo

### Cuadro
|  | Semifinales             | Semifinales             | Semifinales             | Semifinales             |   |             | Final                    | Final                    | Final                    | Final                    |  |
|  | 8 a 13 de junio de 2024 | 8 a 13 de junio de 2024 | 8 a 13 de junio de 2024 | 8 a 13 de junio de 2024 |   |             | 16 y 23 de junio de 2024 | 16 y 23 de junio de 2024 | 16 y 23 de junio de 2024 | 16 y 23 de junio de 2024 |  |
|  |                         |                         |                         |                         |   |             |                          |                          |                          |                          |  |
|  |                         |                         |                         |                         |   |             |                          |                          |                          |                          |  |
|  | Real Oviedo             | 0                       | 2                       | 2                       |   |             |                          |                          |                          |                          |  |
|  | Real Oviedo             | 0                       | 2                       | 2                       |   |             |                          |                          |                          |                          |  |
|  | S. D. Eibar             | 0                       | 0                       | 0                       |   |             |                          |                          |                          |                          |  |
|  | S. D. Eibar             | 0                       | 0                       | 0                       |   | Real Oviedo | 1                        | 0                        | 1                        |                          |  |
|  |                         |                         |                         |                         |   | Real Oviedo | 1                        | 0                        | 1                        |                          |  |
|  |                         |                         | R. C. D. Espanyol       | 0                       | 2 | 2           |                          |                          |                          |                          |  |
|  | Sporting de Gijón       | 0                       | R. C. D. Espanyol       | 0                       | 2 | 2           | 0                        | 0                        |                          |                          |  |
|  | Sporting de Gijón       | 0                       |                         |                         |   |             | 0                        | 0                        |                          |                          |  |
|  | R. C. D. Espanyol       | 1                       | 0                       | 1                       |   |             |                          |                          |                          |                          |  |
|  | R. C. D. Espanyol       | 1                       | 0                       | 1                       |   |             |                          |                          |                          |                          |  |
|  |                         |                         |                         |                         |   |             |                          |                          |                          |                          |  |

### Semifinales

#### S. D. Eibar(3.º) vs.Real Oviedo(6.º)
| Ida; 8 de junio de 2024; 18:30 | Real Oviedo | 0:0 | S. D. Eibar | Carlos Tartiere, Oviedo                                       |  |
|                                |             |     |             | Asistencia: 28.126 espectadores Árbitro(s): Quintero González |  |

| Vuelta; 12 de junio de 2024; 21:00 | S. D. Eibar | 0:2 (0:0) (Global 0:2) | Real Oviedo             | Municipal de Ipurúa, Éibar                                   |                                                              |
|                                    |             |                        | 59' Alemão · 79' Moyano | Asistencia: 7.732 espectadores Árbitro(s): Galech Apezteguía | Asistencia: 7.732 espectadores Árbitro(s): Galech Apezteguía |

| Pasa a la final Real Oviedo |

#### R. C. D. Espanyol(4.º) vs.Sporting de Gijón(5.º)
| Ida; 9 de junio de 2024; 21:00 | Sporting de Gijón | 0:1 (0:0) | R. C. D. Espanyol | El Molinón, Gijón                                            |                                                              |
|                                |                   |           | 88' Puado         | Asistencia: 25.075 espectadores Árbitro(s): González Esteban | Asistencia: 25.075 espectadores Árbitro(s): González Esteban |

| Vuelta; 13 de junio de 2024; 21:00 | R. C. D. Espanyol | 0:0 (Global 1:0) | Sporting de Gijón | RCDE Stadium, Barcelona                                   |  |
|                                    |                   |                  |                   | Asistencia: 30.605 espectadores Árbitro(s): Moreno Aragón |  |

| Pasa a la final R. C. D. Espanyol |

### Final

#### R. C. D. Espanyol(4.º) vs.Real Oviedo(6.º)
| Ida; 16 de junio de 2024; 18:30 | Real Oviedo | 1:0 (0:0) | R. C. D. Espanyol | Carlos Tartiere, Oviedo                                          |                                                                  |
|                                 | Alemão 72'  |           |                   | Asistencia: 29.297 espectadores Árbitro(s): Arcediano Monescillo | Asistencia: 29.297 espectadores Árbitro(s): Arcediano Monescillo |

| Vuelta; 23 de junio de 2024; 18:30 | R. C. D. Espanyol         | 2:0 (2:0) (Global 2:1) | Real Oviedo | RCDE Stadium, Barcelona                                  |                                                          |
|                                    | - Puado 44' - Puado 45+2' |                        |             | Asistencia: 33.107 espectadores Árbitro(s): Cordero Vega | Asistencia: 33.107 espectadores Árbitro(s): Cordero Vega |

| Asciende a Primera División R. C. D. Espanyol |

## Datos y estadísticas

### Récords
- Primer gol de la temporada: Anotado por Mohamed Bouldini, para el Levante contra el Amorebieta (11 de agosto de 2023)
- Último gol de la temporada: Anotado por Javi Puado, para el Espanyol contra el Real Oviedo (23 de junio de 2024)
- Gol más rápido: Anotado a los 23 segundos por Ángel Algobia en el Levante UD 2 – 1 SD Huesca ([])
- Gol más cercano al final del encuentro: Anotado a los 97 minutos y 0 segundos por Paulino de la Fuente en el Oviedo 1 – 1 Cartagena {{{1}}}
- Mayor número de goles marcados en un partido:
 9 goles: 
Racing de Ferrol 5 – 4 Albacete (3 de diciembre de 2023)
- Partido con más espectadores:
- Partido con menos espectadores:

- Mayor victoria local: 
CD Leganés 6 - 0 Amorebieta (15 de octubre de 2023)
- Mayor victoria visitante:
Elche 0 – 1 Racing de Ferrol (12 de agosto de 2023)
Cartagena 0 – 1 Eldense (13 de agosto de 2023)
Leganés 0 – 1 Andorra (13 de agosto de 2023)

### Máximos goleadores
Actualizado el 8 de junio de 2024.
| Pos. | Jugador                       | Equipo              | Goles | Part. | Prom. |
| ---- | ----------------------------- | ------------------- | ----- | ----- | ----- |
| 1    | Martin Braithwaite            | Espanyol            | 22    | 39    | 0.63  |
| 2    | Gerard Fernández "Peque"      | Racing de Santander | 18    | 40    | 0.5   |
| 3    | Jon Bautista                  | Eibar               | 17    | 35    | 0.43  |
| 4    | Alex Forés                    | Villarreal B        | 16    | 39    | 0.46  |
| 5    | Curro Sánchez                 | Burgos              | 15    | 41    | 0.41  |
| 6    | Carlos Martín                 | Mirandés            | 15    | 40    | 0.38  |
| 7    | Juan Carlos Arana             | Racing de Santander | 13    | 38    | 0.43  |
| 8    | Javi Puado                    | Espanyol            | 13    | 34    | 0.38  |
| 9    | Miguel de la Fuente           | Leganés             | 13    | 35    | 0.33  |
| 10   | Juan Diego Molina "Stoichkov" | Eibar               | 12    | 39    | 0.33  |
| 11   | Ager Aketxe                   | Eibar               | 12    | 41    | 0.25  |
| 12   | Diego García Campos           | Leganés             | 12    | 42    | 0.31  |

### Máximos asistentes
Actualizado el 4 de marzo de 2024.
| Pos. | Jugador                  | Equipo              | Asistencias | Part. | Prom. |
| ---- | ------------------------ | ------------------- | ----------- | ----- | ----- |
| 1    | Iñigo Vicente            | Racing de Santander | 11          | 27    | 0.41  |
| 2    | Sergio Lozano Lluch      | Levante             | 7           | 24    | 0.29  |
| 3    | Francisco Portillo Soler | Leganés             | 6           | 21    | 0.29  |
| 3    | Santiago Colombatto      | Real Oviedo         | 6           | 24    | 0.25  |
| 3    | José Ángel Valdés        | Sporting de Gijón   | 6           | 26    | 0.23  |
| 3    | Toni Abad                | Eldense             | 6           | 27    | 0.22  |
| 3    | Marc Mateu               | Eldense             | 6           | 27    | 0.22  |
| 3    | Josué Dorrio             | Amorebieta          | 6           | 29    | 0.21  |
| 3    | Iker Losada              | Racing de Ferrol    | 6           | 29    | 0.21  |

### Tripletes o más
A continuación se detallan los tripletes conseguidos a lo largo de la temporada.
| Fecha      | Jugador             | Goles         | Local            |                                   | Resultado |                                | Visitante         | Rep.       |
| ---------- | ------------------- | ------------- | ---------------- | --------------------------------- | --------- | ------------------------------ | ----------------- | ---------- |
| 18/8/2023  | Manuel Nieto        | 56' 64' 79'   | F. C. Andorra    | Bandera de Andorra                | 3 – 2     | Bandera de la Región de Murcia | F. C. Cartagena   | Jornada 2  |
| 15/10/2023 | Miguel de la Fuente | 21' 25' 50'   | C. D. Leganés    | Bandera de la Comunidad de Madrid | 6 – 0     | Bandera del País Vasco         | S. D. Amorebieta  | Jornada 11 |
| 3/12/2023  | Sabin Merino        | 60' 80' 90+4' | Racing de Ferrol | Bandera de Galicia                | 5 – 4     | Bandera de Castilla-La Mancha  | Albacete Balompié | Jornada 18 |
| 17/2/2024  | Sebas Moyano        | 14' 45' 51'   | Real Oviedo      | Bandera de Asturias               | 5 – 0     | Bandera de Castilla y León     | Burgos C. F.      | Jornada 27 |

### Autogoles
A continuación se detallan los autogoles marcados a lo largo de la temporada.
| Fecha      | Jugador           | Minuto       | Local                |                                    | Resultado |                                    | Visitante            | Rep.       |
| ---------- | ----------------- | ------------ | -------------------- | ---------------------------------- | --------- | ---------------------------------- | -------------------- | ---------- |
| 3/9/2023   | Iñigo Piña        | 2 - 0, 57'   | Real Zaragoza        | Bandera de Aragón                  | 2 – 0     | Bandera de la Comunidad Valenciana | C. D. Eldense        | Jornada 4  |
| 10/9/2023  | Pedro Alcalá      | 1 - 2, 39'   | F. C. Cartagena      | Bandera de la Región de Murcia     | 1 – 3     | Bandera de Aragón                  | Real Zaragoza        | Jornada 5  |
| 29/9/2023  | Germán Sánchez    | 1 - 0, 28'   | C. D. Leganés        | Bandera de la Comunidad de Madrid  | 2 – 1     | Bandera de Cantabria               | Racing de Santander  | Jornada 8  |
| 1/10/2023  | Jair Amador       | 0 - 1, 88'   | Real Zaragoza        | Bandera de Aragón                  | 0 – 1     | Bandera de Castilla y León         | C. D. Mirandés       | Jornada 8  |
| 15/10/2023 | David Timor       | 1 - 1, 59'   | C. D. Eldense        | Bandera de la Comunidad Valenciana | 1 – 1     | Bandera de la Comunidad Valenciana | Elche C. F.          | Jornada 11 |
| 15/10/2023 | José Corpas       | 0 - 1, 38'   | S. D. Eibar          | Bandera del País Vasco             | 1 – 1     | Bandera de Aragón                  | S. D. Huesca         | Jornada 11 |
| 15/10/2023 | Rubén Pulido      | 1 - 1, 71'   | S. D. Eibar          | Bandera del País Vasco             | 1 – 1     | Bandera de Aragón                  | S. D. Huesca         | Jornada 11 |
| 3/11/2023  | Javi Puado        | 2 - 2, 90+8' | R. C. D. Espanyol    | Bandera de Cataluña                | 2 – 2     | Bandera del País Vasco             | S. D. Eibar          | Jornada 14 |
| 3/12/2023  | Félix Garreta     | 0 - 1, 44'   | S. D. Amorebieta     | Bandera del País Vasco             | 0 – 1     | Bandera de Castilla y León         | Burgos C. F.         | Jornada 18 |
| 10/12/2023 | Álvaro Mantilla   | 0 - 1, 18'   | Racing de Santander  | Bandera de Cantabria               | 2 – 2     | Bandera de Asturias                | Real Oviedo          | Jornada 19 |
| 10/12/2023 | Sergi Samper      | 2 - 1, 36'   | S. D. Eibar          | Bandera del País Vasco             | 2 – 2     | Bandera de Andorra                 | F. C. Andorra        | Jornada 19 |
| 16/12/2023 | Diego Pampín      | 0 - 1, 66'   | F. C. Andorra        | Bandera de Andorra                 | 1 – 1     | Bandera de Cataluña                | R. C. D. Espanyol    | Jornada 20 |
| 13/1/2024  | Andrés Fernández  | 2 - 2, 66'   | Levante U. D.        | Bandera de la Comunidad Valenciana | 3 – 2     | Bandera de Castilla-La Mancha      | Albacete Balompié    | Jornada 22 |
| 14/1/2024  | Alberto del Moral | 2 - 1, 69'   | F. C. Cartagena      | Bandera de la Región de Murcia     | 4 – 1     | Bandera de la Comunidad Valenciana | Villarreal C. F. "B" | Jornada 22 |
| 28/1/2024  | Iñigo Pina        | 1 - 1, 19'   | C. D. Eldense        | Bandera de la Comunidad Valenciana | 3 – 2     | Bandera de Cataluña                | R. C. D. Espanyol    | Jornada 24 |
| 28/1/2024  | Pablo Íñiguez     | 0 - 1, 12'   | Villarreal C. F. "B" | Bandera de la Comunidad Valenciana | 1 – 1     | Bandera de Aragón                  | S. D. Huesca         | Jornada 24 |
| 28/1/2024  | Mohammed Djetei   | 1 - 0, 8'    | Burgos C. F.         | Bandera de Castilla y León         | 2 – 1     | Bandera de Castilla-La Mancha      | Albacete Balompié    | Jornada 24 |
| 5/2/2024   | Carlos Izquierdoz | 1 - 0, 39'   | Real Zaragoza        | Bandera de Aragón                  | 3 – 0     | Bandera de Asturias                | Sporting de Gijón    | Jornada 25 |

## Premios

### Premio Mejor Jugador del mes
| Mes        | Jugador             | Equipo        | Ref.   |
| ---------- | ------------------- | ------------- | ------ |
| Agosto     | Cristian Álvarez    | Real Zaragoza | [ 51 ] |
| Septiembre | Javi Puado          | Espanyol      | [ 52 ] |
| Octubre    | Jon Bautista        | Eibar         | [ 53 ] |
| Noviembre  | Miguel de la Fuente | Leganés       | [ 54 ] |
| Diciembre  | Iker Losada         | Racing Ferrol | [ 55 ] |
| Enero      | Sebas Moyano        | Oviedo        | [ 56 ] |
| Febrero    | Martin Braithwaite  | Espanyol      | [ 57 ] |
| Marzo      | Nico Fernández      | Elche         | [ 58 ] |
| Abril      | Monchu              | Valladolid    | [ 59 ] |

## Fichajes

### Fichajes más caros del mercado de verano
| Jugador            | Club de destino | Club de origen         | Precio (€) | Ref.   |
| ------------------ | --------------- | ---------------------- | ---------- | ------ |
| Jaime Seoane       | Real Oviedo     | Getafe                 | 2.500.000  | [ 60 ] |
| Pere Milla         | Espanyol        | Elche                  | 2.500.000  | [ 61 ] |
| Andrés Ferrari     | Villarreal B    | Defensor Sporting Club | 2.500.000  | [ 62 ] |
| Marcos André       | Real Valladolid | Valencia               | 1.800.000  | [ 63 ] |
| Cyle Larin         | Real Valladolid | Club Brujas            | 1.500.000  | [ 64 ] |
| Enzo Boyomo        | Real Valladolid | Albacete               | 1.200.000  | [ 65 ] |
| Alex Calvo         | Andorra         | Málaga                 | 1.000.000  | [ 66 ] |
| Salvi Sánchez      | Espanyol        | Rayo Vallecano         | 700.000    | [ 67 ] |
| Fabio Blanco       | Villarreal B    | Barcelona Atlètic      | 700.000    | [ 68 ] |
| Cristian Gutiérrez | Eibar           | Málaga                 | 550.000    | [ 69 ] |

| Datos actualizados a 20 de octubre de 2023. Fuentes: transfermarkt |

### Fichajes más caros del mercado de invierno
| Jugador              | Club de destino | Club de origen | Precio (€) | Ref.   |
| -------------------- | --------------- | -------------- | ---------- | ------ |
| Santiago Homenchenko | Real Oviedo     | Peñarol        | 1.400.000  | [ 70 ] |

| Datos actualizados a 13 de febrero de 2024. Fuentes: transfermarkt |

### Durante la temporada
| Jugador        | Club de destino | Club de origen | Precio (€) | Ref.   |
| -------------- | --------------- | -------------- | ---------- | ------ |
| Nicolás Castro | Elche C. F.     | K. R. C. Genk  | 3 000      | [ 71 ] |

| Datos actualizados a 24 de junio de 2024. Fuentes: transfermarkt |